# Підвішені пішаки
|   | a | b | c | d | e | f | g | h |   |
| 8 | a7 чорний пішак · f7 чорний пішак · g7 чорний пішак · h7 чорний пішак · b6 чорний пішак · e6 чорний пішак · c4 білий пішак · d4 білий пішак · a2 білий пішак · f2 білий пішак · g2 білий пішак · h2 білий пішак | a7 чорний пішак · f7 чорний пішак · g7 чорний пішак · h7 чорний пішак · b6 чорний пішак · e6 чорний пішак · c4 білий пішак · d4 білий пішак · a2 білий пішак · f2 білий пішак · g2 білий пішак · h2 білий пішак | a7 чорний пішак · f7 чорний пішак · g7 чорний пішак · h7 чорний пішак · b6 чорний пішак · e6 чорний пішак · c4 білий пішак · d4 білий пішак · a2 білий пішак · f2 білий пішак · g2 білий пішак · h2 білий пішак | a7 чорний пішак · f7 чорний пішак · g7 чорний пішак · h7 чорний пішак · b6 чорний пішак · e6 чорний пішак · c4 білий пішак · d4 білий пішак · a2 білий пішак · f2 білий пішак · g2 білий пішак · h2 білий пішак | a7 чорний пішак · f7 чорний пішак · g7 чорний пішак · h7 чорний пішак · b6 чорний пішак · e6 чорний пішак · c4 білий пішак · d4 білий пішак · a2 білий пішак · f2 білий пішак · g2 білий пішак · h2 білий пішак | a7 чорний пішак · f7 чорний пішак · g7 чорний пішак · h7 чорний пішак · b6 чорний пішак · e6 чорний пішак · c4 білий пішак · d4 білий пішак · a2 білий пішак · f2 білий пішак · g2 білий пішак · h2 білий пішак | a7 чорний пішак · f7 чорний пішак · g7 чорний пішак · h7 чорний пішак · b6 чорний пішак · e6 чорний пішак · c4 білий пішак · d4 білий пішак · a2 білий пішак · f2 білий пішак · g2 білий пішак · h2 білий пішак | a7 чорний пішак · f7 чорний пішак · g7 чорний пішак · h7 чорний пішак · b6 чорний пішак · e6 чорний пішак · c4 білий пішак · d4 білий пішак · a2 білий пішак · f2 білий пішак · g2 білий пішак · h2 білий пішак | 8 |
| 7 | a7 чорний пішак · f7 чорний пішак · g7 чорний пішак · h7 чорний пішак · b6 чорний пішак · e6 чорний пішак · c4 білий пішак · d4 білий пішак · a2 білий пішак · f2 білий пішак · g2 білий пішак · h2 білий пішак | a7 чорний пішак · f7 чорний пішак · g7 чорний пішак · h7 чорний пішак · b6 чорний пішак · e6 чорний пішак · c4 білий пішак · d4 білий пішак · a2 білий пішак · f2 білий пішак · g2 білий пішак · h2 білий пішак | a7 чорний пішак · f7 чорний пішак · g7 чорний пішак · h7 чорний пішак · b6 чорний пішак · e6 чорний пішак · c4 білий пішак · d4 білий пішак · a2 білий пішак · f2 білий пішак · g2 білий пішак · h2 білий пішак | a7 чорний пішак · f7 чорний пішак · g7 чорний пішак · h7 чорний пішак · b6 чорний пішак · e6 чорний пішак · c4 білий пішак · d4 білий пішак · a2 білий пішак · f2 білий пішак · g2 білий пішак · h2 білий пішак | a7 чорний пішак · f7 чорний пішак · g7 чорний пішак · h7 чорний пішак · b6 чорний пішак · e6 чорний пішак · c4 білий пішак · d4 білий пішак · a2 білий пішак · f2 білий пішак · g2 білий пішак · h2 білий пішак | a7 чорний пішак · f7 чорний пішак · g7 чорний пішак · h7 чорний пішак · b6 чорний пішак · e6 чорний пішак · c4 білий пішак · d4 білий пішак · a2 білий пішак · f2 білий пішак · g2 білий пішак · h2 білий пішак | a7 чорний пішак · f7 чорний пішак · g7 чорний пішак · h7 чорний пішак · b6 чорний пішак · e6 чорний пішак · c4 білий пішак · d4 білий пішак · a2 білий пішак · f2 білий пішак · g2 білий пішак · h2 білий пішак | a7 чорний пішак · f7 чорний пішак · g7 чорний пішак · h7 чорний пішак · b6 чорний пішак · e6 чорний пішак · c4 білий пішак · d4 білий пішак · a2 білий пішак · f2 білий пішак · g2 білий пішак · h2 білий пішак | 7 |
| 6 | a7 чорний пішак · f7 чорний пішак · g7 чорний пішак · h7 чорний пішак · b6 чорний пішак · e6 чорний пішак · c4 білий пішак · d4 білий пішак · a2 білий пішак · f2 білий пішак · g2 білий пішак · h2 білий пішак | a7 чорний пішак · f7 чорний пішак · g7 чорний пішак · h7 чорний пішак · b6 чорний пішак · e6 чорний пішак · c4 білий пішак · d4 білий пішак · a2 білий пішак · f2 білий пішак · g2 білий пішак · h2 білий пішак | a7 чорний пішак · f7 чорний пішак · g7 чорний пішак · h7 чорний пішак · b6 чорний пішак · e6 чорний пішак · c4 білий пішак · d4 білий пішак · a2 білий пішак · f2 білий пішак · g2 білий пішак · h2 білий пішак | a7 чорний пішак · f7 чорний пішак · g7 чорний пішак · h7 чорний пішак · b6 чорний пішак · e6 чорний пішак · c4 білий пішак · d4 білий пішак · a2 білий пішак · f2 білий пішак · g2 білий пішак · h2 білий пішак | a7 чорний пішак · f7 чорний пішак · g7 чорний пішак · h7 чорний пішак · b6 чорний пішак · e6 чорний пішак · c4 білий пішак · d4 білий пішак · a2 білий пішак · f2 білий пішак · g2 білий пішак · h2 білий пішак | a7 чорний пішак · f7 чорний пішак · g7 чорний пішак · h7 чорний пішак · b6 чорний пішак · e6 чорний пішак · c4 білий пішак · d4 білий пішак · a2 білий пішак · f2 білий пішак · g2 білий пішак · h2 білий пішак | a7 чорний пішак · f7 чорний пішак · g7 чорний пішак · h7 чорний пішак · b6 чорний пішак · e6 чорний пішак · c4 білий пішак · d4 білий пішак · a2 білий пішак · f2 білий пішак · g2 білий пішак · h2 білий пішак | a7 чорний пішак · f7 чорний пішак · g7 чорний пішак · h7 чорний пішак · b6 чорний пішак · e6 чорний пішак · c4 білий пішак · d4 білий пішак · a2 білий пішак · f2 білий пішак · g2 білий пішак · h2 білий пішак | 6 |
| 5 | a7 чорний пішак · f7 чорний пішак · g7 чорний пішак · h7 чорний пішак · b6 чорний пішак · e6 чорний пішак · c4 білий пішак · d4 білий пішак · a2 білий пішак · f2 білий пішак · g2 білий пішак · h2 білий пішак | a7 чорний пішак · f7 чорний пішак · g7 чорний пішак · h7 чорний пішак · b6 чорний пішак · e6 чорний пішак · c4 білий пішак · d4 білий пішак · a2 білий пішак · f2 білий пішак · g2 білий пішак · h2 білий пішак | a7 чорний пішак · f7 чорний пішак · g7 чорний пішак · h7 чорний пішак · b6 чорний пішак · e6 чорний пішак · c4 білий пішак · d4 білий пішак · a2 білий пішак · f2 білий пішак · g2 білий пішак · h2 білий пішак | a7 чорний пішак · f7 чорний пішак · g7 чорний пішак · h7 чорний пішак · b6 чорний пішак · e6 чорний пішак · c4 білий пішак · d4 білий пішак · a2 білий пішак · f2 білий пішак · g2 білий пішак · h2 білий пішак | a7 чорний пішак · f7 чорний пішак · g7 чорний пішак · h7 чорний пішак · b6 чорний пішак · e6 чорний пішак · c4 білий пішак · d4 білий пішак · a2 білий пішак · f2 білий пішак · g2 білий пішак · h2 білий пішак | a7 чорний пішак · f7 чорний пішак · g7 чорний пішак · h7 чорний пішак · b6 чорний пішак · e6 чорний пішак · c4 білий пішак · d4 білий пішак · a2 білий пішак · f2 білий пішак · g2 білий пішак · h2 білий пішак | a7 чорний пішак · f7 чорний пішак · g7 чорний пішак · h7 чорний пішак · b6 чорний пішак · e6 чорний пішак · c4 білий пішак · d4 білий пішак · a2 білий пішак · f2 білий пішак · g2 білий пішак · h2 білий пішак | a7 чорний пішак · f7 чорний пішак · g7 чорний пішак · h7 чорний пішак · b6 чорний пішак · e6 чорний пішак · c4 білий пішак · d4 білий пішак · a2 білий пішак · f2 білий пішак · g2 білий пішак · h2 білий пішак | 5 |
| 4 | a7 чорний пішак · f7 чорний пішак · g7 чорний пішак · h7 чорний пішак · b6 чорний пішак · e6 чорний пішак · c4 білий пішак · d4 білий пішак · a2 білий пішак · f2 білий пішак · g2 білий пішак · h2 білий пішак | a7 чорний пішак · f7 чорний пішак · g7 чорний пішак · h7 чорний пішак · b6 чорний пішак · e6 чорний пішак · c4 білий пішак · d4 білий пішак · a2 білий пішак · f2 білий пішак · g2 білий пішак · h2 білий пішак | a7 чорний пішак · f7 чорний пішак · g7 чорний пішак · h7 чорний пішак · b6 чорний пішак · e6 чорний пішак · c4 білий пішак · d4 білий пішак · a2 білий пішак · f2 білий пішак · g2 білий пішак · h2 білий пішак | a7 чорний пішак · f7 чорний пішак · g7 чорний пішак · h7 чорний пішак · b6 чорний пішак · e6 чорний пішак · c4 білий пішак · d4 білий пішак · a2 білий пішак · f2 білий пішак · g2 білий пішак · h2 білий пішак | a7 чорний пішак · f7 чорний пішак · g7 чорний пішак · h7 чорний пішак · b6 чорний пішак · e6 чорний пішак · c4 білий пішак · d4 білий пішак · a2 білий пішак · f2 білий пішак · g2 білий пішак · h2 білий пішак | a7 чорний пішак · f7 чорний пішак · g7 чорний пішак · h7 чорний пішак · b6 чорний пішак · e6 чорний пішак · c4 білий пішак · d4 білий пішак · a2 білий пішак · f2 білий пішак · g2 білий пішак · h2 білий пішак | a7 чорний пішак · f7 чорний пішак · g7 чорний пішак · h7 чорний пішак · b6 чорний пішак · e6 чорний пішак · c4 білий пішак · d4 білий пішак · a2 білий пішак · f2 білий пішак · g2 білий пішак · h2 білий пішак | a7 чорний пішак · f7 чорний пішак · g7 чорний пішак · h7 чорний пішак · b6 чорний пішак · e6 чорний пішак · c4 білий пішак · d4 білий пішак · a2 білий пішак · f2 білий пішак · g2 білий пішак · h2 білий пішак | 4 |
| 3 | a7 чорний пішак · f7 чорний пішак · g7 чорний пішак · h7 чорний пішак · b6 чорний пішак · e6 чорний пішак · c4 білий пішак · d4 білий пішак · a2 білий пішак · f2 білий пішак · g2 білий пішак · h2 білий пішак | a7 чорний пішак · f7 чорний пішак · g7 чорний пішак · h7 чорний пішак · b6 чорний пішак · e6 чорний пішак · c4 білий пішак · d4 білий пішак · a2 білий пішак · f2 білий пішак · g2 білий пішак · h2 білий пішак | a7 чорний пішак · f7 чорний пішак · g7 чорний пішак · h7 чорний пішак · b6 чорний пішак · e6 чорний пішак · c4 білий пішак · d4 білий пішак · a2 білий пішак · f2 білий пішак · g2 білий пішак · h2 білий пішак | a7 чорний пішак · f7 чорний пішак · g7 чорний пішак · h7 чорний пішак · b6 чорний пішак · e6 чорний пішак · c4 білий пішак · d4 білий пішак · a2 білий пішак · f2 білий пішак · g2 білий пішак · h2 білий пішак | a7 чорний пішак · f7 чорний пішак · g7 чорний пішак · h7 чорний пішак · b6 чорний пішак · e6 чорний пішак · c4 білий пішак · d4 білий пішак · a2 білий пішак · f2 білий пішак · g2 білий пішак · h2 білий пішак | a7 чорний пішак · f7 чорний пішак · g7 чорний пішак · h7 чорний пішак · b6 чорний пішак · e6 чорний пішак · c4 білий пішак · d4 білий пішак · a2 білий пішак · f2 білий пішак · g2 білий пішак · h2 білий пішак | a7 чорний пішак · f7 чорний пішак · g7 чорний пішак · h7 чорний пішак · b6 чорний пішак · e6 чорний пішак · c4 білий пішак · d4 білий пішак · a2 білий пішак · f2 білий пішак · g2 білий пішак · h2 білий пішак | a7 чорний пішак · f7 чорний пішак · g7 чорний пішак · h7 чорний пішак · b6 чорний пішак · e6 чорний пішак · c4 білий пішак · d4 білий пішак · a2 білий пішак · f2 білий пішак · g2 білий пішак · h2 білий пішак | 3 |
| 2 | a7 чорний пішак · f7 чорний пішак · g7 чорний пішак · h7 чорний пішак · b6 чорний пішак · e6 чорний пішак · c4 білий пішак · d4 білий пішак · a2 білий пішак · f2 білий пішак · g2 білий пішак · h2 білий пішак | a7 чорний пішак · f7 чорний пішак · g7 чорний пішак · h7 чорний пішак · b6 чорний пішак · e6 чорний пішак · c4 білий пішак · d4 білий пішак · a2 білий пішак · f2 білий пішак · g2 білий пішак · h2 білий пішак | a7 чорний пішак · f7 чорний пішак · g7 чорний пішак · h7 чорний пішак · b6 чорний пішак · e6 чорний пішак · c4 білий пішак · d4 білий пішак · a2 білий пішак · f2 білий пішак · g2 білий пішак · h2 білий пішак | a7 чорний пішак · f7 чорний пішак · g7 чорний пішак · h7 чорний пішак · b6 чорний пішак · e6 чорний пішак · c4 білий пішак · d4 білий пішак · a2 білий пішак · f2 білий пішак · g2 білий пішак · h2 білий пішак | a7 чорний пішак · f7 чорний пішак · g7 чорний пішак · h7 чорний пішак · b6 чорний пішак · e6 чорний пішак · c4 білий пішак · d4 білий пішак · a2 білий пішак · f2 білий пішак · g2 білий пішак · h2 білий пішак | a7 чорний пішак · f7 чорний пішак · g7 чорний пішак · h7 чорний пішак · b6 чорний пішак · e6 чорний пішак · c4 білий пішак · d4 білий пішак · a2 білий пішак · f2 білий пішак · g2 білий пішак · h2 білий пішак | a7 чорний пішак · f7 чорний пішак · g7 чорний пішак · h7 чорний пішак · b6 чорний пішак · e6 чорний пішак · c4 білий пішак · d4 білий пішак · a2 білий пішак · f2 білий пішак · g2 білий пішак · h2 білий пішак | a7 чорний пішак · f7 чорний пішак · g7 чорний пішак · h7 чорний пішак · b6 чорний пішак · e6 чорний пішак · c4 білий пішак · d4 білий пішак · a2 білий пішак · f2 білий пішак · g2 білий пішак · h2 білий пішак | 2 |
| 1 | a7 чорний пішак · f7 чорний пішак · g7 чорний пішак · h7 чорний пішак · b6 чорний пішак · e6 чорний пішак · c4 білий пішак · d4 білий пішак · a2 білий пішак · f2 білий пішак · g2 білий пішак · h2 білий пішак | a7 чорний пішак · f7 чорний пішак · g7 чорний пішак · h7 чорний пішак · b6 чорний пішак · e6 чорний пішак · c4 білий пішак · d4 білий пішак · a2 білий пішак · f2 білий пішак · g2 білий пішак · h2 білий пішак | a7 чорний пішак · f7 чорний пішак · g7 чорний пішак · h7 чорний пішак · b6 чорний пішак · e6 чорний пішак · c4 білий пішак · d4 білий пішак · a2 білий пішак · f2 білий пішак · g2 білий пішак · h2 білий пішак | a7 чорний пішак · f7 чорний пішак · g7 чорний пішак · h7 чорний пішак · b6 чорний пішак · e6 чорний пішак · c4 білий пішак · d4 білий пішак · a2 білий пішак · f2 білий пішак · g2 білий пішак · h2 білий пішак | a7 чорний пішак · f7 чорний пішак · g7 чорний пішак · h7 чорний пішак · b6 чорний пішак · e6 чорний пішак · c4 білий пішак · d4 білий пішак · a2 білий пішак · f2 білий пішак · g2 білий пішак · h2 білий пішак | a7 чорний пішак · f7 чорний пішак · g7 чорний пішак · h7 чорний пішак · b6 чорний пішак · e6 чорний пішак · c4 білий пішак · d4 білий пішак · a2 білий пішак · f2 білий пішак · g2 білий пішак · h2 білий пішак | a7 чорний пішак · f7 чорний пішак · g7 чорний пішак · h7 чорний пішак · b6 чорний пішак · e6 чорний пішак · c4 білий пішак · d4 білий пішак · a2 білий пішак · f2 білий пішак · g2 білий пішак · h2 білий пішак | a7 чорний пішак · f7 чорний пішак · g7 чорний пішак · h7 чорний пішак · b6 чорний пішак · e6 чорний пішак · c4 білий пішак · d4 білий пішак · a2 білий пішак · f2 білий пішак · g2 білий пішак · h2 білий пішак | 1 |
|   | a | b | c | d | e | f | g | h |   |

Підвішені пішаки — шаховий термін, що означає пару розташованих на суміжних вертикалях пішаків, не захищених іншими пішаками. Зазвичай мається на увазі, що мова йде про ферзевого і слонового пішака, оскільки саме така конфігурація на практиці виникає найчастіше.

Виникає з багатьох дебютних варіантах після розрядки пішакової напруги в центрі (подвійного розміну), як в наступних системах:
- Система Тартаковера — Макагонова — Бондаревського в ферзевому гамбіті -

1. d4 d5 2. c4 e6 3. Kc3 Kf6 4. Kf3 Ce7 5. Cg5 h6 6. Ch4 0-0 7.e3 b6 8. Лc1 Cb7 9. Ce2 Kbd7 10. cd ed 11. 0-0 c5 12. dc bc;
- Новоіндійський захист — 1. d4 Kf6 2. c4 e6 3. Кf3 b6 4. e3 Cb7 5. Cd3 Ce7 6. Kc3 d5 7. 0-0 0-0 8. Фe2 с5 9. dc bc 10. cd ed;
- Англійський початок — 1. c4 e6 2. Kf3 d5 3.b3 Kf6 4. Cb2 Ce7 5.e3 c5 6. cd ed 7. Ce2 0-0 8. 0-0 Kc6 9. d4 b6 10. Kc3 Cb7 11. Лс1 Ке4 12. dc K: c3 13. C: c3 bc; (Ботвинник — Ейве, АВРО-турнір, Голландія, 1938)
- Захист Німцовича — 1. d4 Kf6 2. c4 e6 3. Kc3 Cb4 4. Фс2 d5 5. cd Ф: d5 6. e3 c5 7. a3 C: c3+ 8. bc Кс6 9. Кf3 0-0 10. с4 Фd6 11. Сb2 cd 12 ed b6; (Алехін — Ейве, матч-реванш на першість світу, 10-я партія, Голландія, 1937)

та ін.

## Значення у грі
За словами Арона Німцовича, підвішені пішаки успадкували характерну рису ізольованого пішака — поєднання статичної слабкості і динамічної сили. Дійсно, самі по собі підвішені пішаки є слабкістю в тому сенсі, що вимагають постійного фігурного захисту. Просування одного з пішаків призводить до створення слабкостей — непросунутий пішак стає відсталим, а поле перед ним послаблюється. Однак сила подібної пішакової конфігурації в тому, що два підвішені пішаки, розташовані на одній горизонталі, контролюють центр, а відсутність пішаків з боків дає простір для фігурних маневрів.

## Плани гри
|   | a | b | c | d | e | f | g | h |   |
| 8 | a8 чорна тура · d8 чорна тура · g8 чорний король · a7 чорний пішак · b7 чорний слон · f7 чорний пішак · g7 чорний пішак · h7 чорний пішак · e6 чорний кінь · f6 чорний кінь · b5 білий кінь · c5 чорний пішак · d5 чорний пішак · e5 білий кінь · g3 білий пішак · a2 білий пішак · b2 білий пішак · e2 білий пішак · f2 білий пішак · g2 білий слон · h2 білий пішак · d1 біла тура · f1 біла тура · g1 білий король | a8 чорна тура · d8 чорна тура · g8 чорний король · a7 чорний пішак · b7 чорний слон · f7 чорний пішак · g7 чорний пішак · h7 чорний пішак · e6 чорний кінь · f6 чорний кінь · b5 білий кінь · c5 чорний пішак · d5 чорний пішак · e5 білий кінь · g3 білий пішак · a2 білий пішак · b2 білий пішак · e2 білий пішак · f2 білий пішак · g2 білий слон · h2 білий пішак · d1 біла тура · f1 біла тура · g1 білий король | a8 чорна тура · d8 чорна тура · g8 чорний король · a7 чорний пішак · b7 чорний слон · f7 чорний пішак · g7 чорний пішак · h7 чорний пішак · e6 чорний кінь · f6 чорний кінь · b5 білий кінь · c5 чорний пішак · d5 чорний пішак · e5 білий кінь · g3 білий пішак · a2 білий пішак · b2 білий пішак · e2 білий пішак · f2 білий пішак · g2 білий слон · h2 білий пішак · d1 біла тура · f1 біла тура · g1 білий король | a8 чорна тура · d8 чорна тура · g8 чорний король · a7 чорний пішак · b7 чорний слон · f7 чорний пішак · g7 чорний пішак · h7 чорний пішак · e6 чорний кінь · f6 чорний кінь · b5 білий кінь · c5 чорний пішак · d5 чорний пішак · e5 білий кінь · g3 білий пішак · a2 білий пішак · b2 білий пішак · e2 білий пішак · f2 білий пішак · g2 білий слон · h2 білий пішак · d1 біла тура · f1 біла тура · g1 білий король | a8 чорна тура · d8 чорна тура · g8 чорний король · a7 чорний пішак · b7 чорний слон · f7 чорний пішак · g7 чорний пішак · h7 чорний пішак · e6 чорний кінь · f6 чорний кінь · b5 білий кінь · c5 чорний пішак · d5 чорний пішак · e5 білий кінь · g3 білий пішак · a2 білий пішак · b2 білий пішак · e2 білий пішак · f2 білий пішак · g2 білий слон · h2 білий пішак · d1 біла тура · f1 біла тура · g1 білий король | a8 чорна тура · d8 чорна тура · g8 чорний король · a7 чорний пішак · b7 чорний слон · f7 чорний пішак · g7 чорний пішак · h7 чорний пішак · e6 чорний кінь · f6 чорний кінь · b5 білий кінь · c5 чорний пішак · d5 чорний пішак · e5 білий кінь · g3 білий пішак · a2 білий пішак · b2 білий пішак · e2 білий пішак · f2 білий пішак · g2 білий слон · h2 білий пішак · d1 біла тура · f1 біла тура · g1 білий король | a8 чорна тура · d8 чорна тура · g8 чорний король · a7 чорний пішак · b7 чорний слон · f7 чорний пішак · g7 чорний пішак · h7 чорний пішак · e6 чорний кінь · f6 чорний кінь · b5 білий кінь · c5 чорний пішак · d5 чорний пішак · e5 білий кінь · g3 білий пішак · a2 білий пішак · b2 білий пішак · e2 білий пішак · f2 білий пішак · g2 білий слон · h2 білий пішак · d1 біла тура · f1 біла тура · g1 білий король | a8 чорна тура · d8 чорна тура · g8 чорний король · a7 чорний пішак · b7 чорний слон · f7 чорний пішак · g7 чорний пішак · h7 чорний пішак · e6 чорний кінь · f6 чорний кінь · b5 білий кінь · c5 чорний пішак · d5 чорний пішак · e5 білий кінь · g3 білий пішак · a2 білий пішак · b2 білий пішак · e2 білий пішак · f2 білий пішак · g2 білий слон · h2 білий пішак · d1 біла тура · f1 біла тура · g1 білий король | 8 |
| 7 | a8 чорна тура · d8 чорна тура · g8 чорний король · a7 чорний пішак · b7 чорний слон · f7 чорний пішак · g7 чорний пішак · h7 чорний пішак · e6 чорний кінь · f6 чорний кінь · b5 білий кінь · c5 чорний пішак · d5 чорний пішак · e5 білий кінь · g3 білий пішак · a2 білий пішак · b2 білий пішак · e2 білий пішак · f2 білий пішак · g2 білий слон · h2 білий пішак · d1 біла тура · f1 біла тура · g1 білий король | a8 чорна тура · d8 чорна тура · g8 чорний король · a7 чорний пішак · b7 чорний слон · f7 чорний пішак · g7 чорний пішак · h7 чорний пішак · e6 чорний кінь · f6 чорний кінь · b5 білий кінь · c5 чорний пішак · d5 чорний пішак · e5 білий кінь · g3 білий пішак · a2 білий пішак · b2 білий пішак · e2 білий пішак · f2 білий пішак · g2 білий слон · h2 білий пішак · d1 біла тура · f1 біла тура · g1 білий король | a8 чорна тура · d8 чорна тура · g8 чорний король · a7 чорний пішак · b7 чорний слон · f7 чорний пішак · g7 чорний пішак · h7 чорний пішак · e6 чорний кінь · f6 чорний кінь · b5 білий кінь · c5 чорний пішак · d5 чорний пішак · e5 білий кінь · g3 білий пішак · a2 білий пішак · b2 білий пішак · e2 білий пішак · f2 білий пішак · g2 білий слон · h2 білий пішак · d1 біла тура · f1 біла тура · g1 білий король | a8 чорна тура · d8 чорна тура · g8 чорний король · a7 чорний пішак · b7 чорний слон · f7 чорний пішак · g7 чорний пішак · h7 чорний пішак · e6 чорний кінь · f6 чорний кінь · b5 білий кінь · c5 чорний пішак · d5 чорний пішак · e5 білий кінь · g3 білий пішак · a2 білий пішак · b2 білий пішак · e2 білий пішак · f2 білий пішак · g2 білий слон · h2 білий пішак · d1 біла тура · f1 біла тура · g1 білий король | a8 чорна тура · d8 чорна тура · g8 чорний король · a7 чорний пішак · b7 чорний слон · f7 чорний пішак · g7 чорний пішак · h7 чорний пішак · e6 чорний кінь · f6 чорний кінь · b5 білий кінь · c5 чорний пішак · d5 чорний пішак · e5 білий кінь · g3 білий пішак · a2 білий пішак · b2 білий пішак · e2 білий пішак · f2 білий пішак · g2 білий слон · h2 білий пішак · d1 біла тура · f1 біла тура · g1 білий король | a8 чорна тура · d8 чорна тура · g8 чорний король · a7 чорний пішак · b7 чорний слон · f7 чорний пішак · g7 чорний пішак · h7 чорний пішак · e6 чорний кінь · f6 чорний кінь · b5 білий кінь · c5 чорний пішак · d5 чорний пішак · e5 білий кінь · g3 білий пішак · a2 білий пішак · b2 білий пішак · e2 білий пішак · f2 білий пішак · g2 білий слон · h2 білий пішак · d1 біла тура · f1 біла тура · g1 білий король | a8 чорна тура · d8 чорна тура · g8 чорний король · a7 чорний пішак · b7 чорний слон · f7 чорний пішак · g7 чорний пішак · h7 чорний пішак · e6 чорний кінь · f6 чорний кінь · b5 білий кінь · c5 чорний пішак · d5 чорний пішак · e5 білий кінь · g3 білий пішак · a2 білий пішак · b2 білий пішак · e2 білий пішак · f2 білий пішак · g2 білий слон · h2 білий пішак · d1 біла тура · f1 біла тура · g1 білий король | a8 чорна тура · d8 чорна тура · g8 чорний король · a7 чорний пішак · b7 чорний слон · f7 чорний пішак · g7 чорний пішак · h7 чорний пішак · e6 чорний кінь · f6 чорний кінь · b5 білий кінь · c5 чорний пішак · d5 чорний пішак · e5 білий кінь · g3 білий пішак · a2 білий пішак · b2 білий пішак · e2 білий пішак · f2 білий пішак · g2 білий слон · h2 білий пішак · d1 біла тура · f1 біла тура · g1 білий король | 7 |
| 6 | a8 чорна тура · d8 чорна тура · g8 чорний король · a7 чорний пішак · b7 чорний слон · f7 чорний пішак · g7 чорний пішак · h7 чорний пішак · e6 чорний кінь · f6 чорний кінь · b5 білий кінь · c5 чорний пішак · d5 чорний пішак · e5 білий кінь · g3 білий пішак · a2 білий пішак · b2 білий пішак · e2 білий пішак · f2 білий пішак · g2 білий слон · h2 білий пішак · d1 біла тура · f1 біла тура · g1 білий король | a8 чорна тура · d8 чорна тура · g8 чорний король · a7 чорний пішак · b7 чорний слон · f7 чорний пішак · g7 чорний пішак · h7 чорний пішак · e6 чорний кінь · f6 чорний кінь · b5 білий кінь · c5 чорний пішак · d5 чорний пішак · e5 білий кінь · g3 білий пішак · a2 білий пішак · b2 білий пішак · e2 білий пішак · f2 білий пішак · g2 білий слон · h2 білий пішак · d1 біла тура · f1 біла тура · g1 білий король | a8 чорна тура · d8 чорна тура · g8 чорний король · a7 чорний пішак · b7 чорний слон · f7 чорний пішак · g7 чорний пішак · h7 чорний пішак · e6 чорний кінь · f6 чорний кінь · b5 білий кінь · c5 чорний пішак · d5 чорний пішак · e5 білий кінь · g3 білий пішак · a2 білий пішак · b2 білий пішак · e2 білий пішак · f2 білий пішак · g2 білий слон · h2 білий пішак · d1 біла тура · f1 біла тура · g1 білий король | a8 чорна тура · d8 чорна тура · g8 чорний король · a7 чорний пішак · b7 чорний слон · f7 чорний пішак · g7 чорний пішак · h7 чорний пішак · e6 чорний кінь · f6 чорний кінь · b5 білий кінь · c5 чорний пішак · d5 чорний пішак · e5 білий кінь · g3 білий пішак · a2 білий пішак · b2 білий пішак · e2 білий пішак · f2 білий пішак · g2 білий слон · h2 білий пішак · d1 біла тура · f1 біла тура · g1 білий король | a8 чорна тура · d8 чорна тура · g8 чорний король · a7 чорний пішак · b7 чорний слон · f7 чорний пішак · g7 чорний пішак · h7 чорний пішак · e6 чорний кінь · f6 чорний кінь · b5 білий кінь · c5 чорний пішак · d5 чорний пішак · e5 білий кінь · g3 білий пішак · a2 білий пішак · b2 білий пішак · e2 білий пішак · f2 білий пішак · g2 білий слон · h2 білий пішак · d1 біла тура · f1 біла тура · g1 білий король | a8 чорна тура · d8 чорна тура · g8 чорний король · a7 чорний пішак · b7 чорний слон · f7 чорний пішак · g7 чорний пішак · h7 чорний пішак · e6 чорний кінь · f6 чорний кінь · b5 білий кінь · c5 чорний пішак · d5 чорний пішак · e5 білий кінь · g3 білий пішак · a2 білий пішак · b2 білий пішак · e2 білий пішак · f2 білий пішак · g2 білий слон · h2 білий пішак · d1 біла тура · f1 біла тура · g1 білий король | a8 чорна тура · d8 чорна тура · g8 чорний король · a7 чорний пішак · b7 чорний слон · f7 чорний пішак · g7 чорний пішак · h7 чорний пішак · e6 чорний кінь · f6 чорний кінь · b5 білий кінь · c5 чорний пішак · d5 чорний пішак · e5 білий кінь · g3 білий пішак · a2 білий пішак · b2 білий пішак · e2 білий пішак · f2 білий пішак · g2 білий слон · h2 білий пішак · d1 біла тура · f1 біла тура · g1 білий король | a8 чорна тура · d8 чорна тура · g8 чорний король · a7 чорний пішак · b7 чорний слон · f7 чорний пішак · g7 чорний пішак · h7 чорний пішак · e6 чорний кінь · f6 чорний кінь · b5 білий кінь · c5 чорний пішак · d5 чорний пішак · e5 білий кінь · g3 білий пішак · a2 білий пішак · b2 білий пішак · e2 білий пішак · f2 білий пішак · g2 білий слон · h2 білий пішак · d1 біла тура · f1 біла тура · g1 білий король | 6 |
| 5 | a8 чорна тура · d8 чорна тура · g8 чорний король · a7 чорний пішак · b7 чорний слон · f7 чорний пішак · g7 чорний пішак · h7 чорний пішак · e6 чорний кінь · f6 чорний кінь · b5 білий кінь · c5 чорний пішак · d5 чорний пішак · e5 білий кінь · g3 білий пішак · a2 білий пішак · b2 білий пішак · e2 білий пішак · f2 білий пішак · g2 білий слон · h2 білий пішак · d1 біла тура · f1 біла тура · g1 білий король | a8 чорна тура · d8 чорна тура · g8 чорний король · a7 чорний пішак · b7 чорний слон · f7 чорний пішак · g7 чорний пішак · h7 чорний пішак · e6 чорний кінь · f6 чорний кінь · b5 білий кінь · c5 чорний пішак · d5 чорний пішак · e5 білий кінь · g3 білий пішак · a2 білий пішак · b2 білий пішак · e2 білий пішак · f2 білий пішак · g2 білий слон · h2 білий пішак · d1 біла тура · f1 біла тура · g1 білий король | a8 чорна тура · d8 чорна тура · g8 чорний король · a7 чорний пішак · b7 чорний слон · f7 чорний пішак · g7 чорний пішак · h7 чорний пішак · e6 чорний кінь · f6 чорний кінь · b5 білий кінь · c5 чорний пішак · d5 чорний пішак · e5 білий кінь · g3 білий пішак · a2 білий пішак · b2 білий пішак · e2 білий пішак · f2 білий пішак · g2 білий слон · h2 білий пішак · d1 біла тура · f1 біла тура · g1 білий король | a8 чорна тура · d8 чорна тура · g8 чорний король · a7 чорний пішак · b7 чорний слон · f7 чорний пішак · g7 чорний пішак · h7 чорний пішак · e6 чорний кінь · f6 чорний кінь · b5 білий кінь · c5 чорний пішак · d5 чорний пішак · e5 білий кінь · g3 білий пішак · a2 білий пішак · b2 білий пішак · e2 білий пішак · f2 білий пішак · g2 білий слон · h2 білий пішак · d1 біла тура · f1 біла тура · g1 білий король | a8 чорна тура · d8 чорна тура · g8 чорний король · a7 чорний пішак · b7 чорний слон · f7 чорний пішак · g7 чорний пішак · h7 чорний пішак · e6 чорний кінь · f6 чорний кінь · b5 білий кінь · c5 чорний пішак · d5 чорний пішак · e5 білий кінь · g3 білий пішак · a2 білий пішак · b2 білий пішак · e2 білий пішак · f2 білий пішак · g2 білий слон · h2 білий пішак · d1 біла тура · f1 біла тура · g1 білий король | a8 чорна тура · d8 чорна тура · g8 чорний король · a7 чорний пішак · b7 чорний слон · f7 чорний пішак · g7 чорний пішак · h7 чорний пішак · e6 чорний кінь · f6 чорний кінь · b5 білий кінь · c5 чорний пішак · d5 чорний пішак · e5 білий кінь · g3 білий пішак · a2 білий пішак · b2 білий пішак · e2 білий пішак · f2 білий пішак · g2 білий слон · h2 білий пішак · d1 біла тура · f1 біла тура · g1 білий король | a8 чорна тура · d8 чорна тура · g8 чорний король · a7 чорний пішак · b7 чорний слон · f7 чорний пішак · g7 чорний пішак · h7 чорний пішак · e6 чорний кінь · f6 чорний кінь · b5 білий кінь · c5 чорний пішак · d5 чорний пішак · e5 білий кінь · g3 білий пішак · a2 білий пішак · b2 білий пішак · e2 білий пішак · f2 білий пішак · g2 білий слон · h2 білий пішак · d1 біла тура · f1 біла тура · g1 білий король | a8 чорна тура · d8 чорна тура · g8 чорний король · a7 чорний пішак · b7 чорний слон · f7 чорний пішак · g7 чорний пішак · h7 чорний пішак · e6 чорний кінь · f6 чорний кінь · b5 білий кінь · c5 чорний пішак · d5 чорний пішак · e5 білий кінь · g3 білий пішак · a2 білий пішак · b2 білий пішак · e2 білий пішак · f2 білий пішак · g2 білий слон · h2 білий пішак · d1 біла тура · f1 біла тура · g1 білий король | 5 |
| 4 | a8 чорна тура · d8 чорна тура · g8 чорний король · a7 чорний пішак · b7 чорний слон · f7 чорний пішак · g7 чорний пішак · h7 чорний пішак · e6 чорний кінь · f6 чорний кінь · b5 білий кінь · c5 чорний пішак · d5 чорний пішак · e5 білий кінь · g3 білий пішак · a2 білий пішак · b2 білий пішак · e2 білий пішак · f2 білий пішак · g2 білий слон · h2 білий пішак · d1 біла тура · f1 біла тура · g1 білий король | a8 чорна тура · d8 чорна тура · g8 чорний король · a7 чорний пішак · b7 чорний слон · f7 чорний пішак · g7 чорний пішак · h7 чорний пішак · e6 чорний кінь · f6 чорний кінь · b5 білий кінь · c5 чорний пішак · d5 чорний пішак · e5 білий кінь · g3 білий пішак · a2 білий пішак · b2 білий пішак · e2 білий пішак · f2 білий пішак · g2 білий слон · h2 білий пішак · d1 біла тура · f1 біла тура · g1 білий король | a8 чорна тура · d8 чорна тура · g8 чорний король · a7 чорний пішак · b7 чорний слон · f7 чорний пішак · g7 чорний пішак · h7 чорний пішак · e6 чорний кінь · f6 чорний кінь · b5 білий кінь · c5 чорний пішак · d5 чорний пішак · e5 білий кінь · g3 білий пішак · a2 білий пішак · b2 білий пішак · e2 білий пішак · f2 білий пішак · g2 білий слон · h2 білий пішак · d1 біла тура · f1 біла тура · g1 білий король | a8 чорна тура · d8 чорна тура · g8 чорний король · a7 чорний пішак · b7 чорний слон · f7 чорний пішак · g7 чорний пішак · h7 чорний пішак · e6 чорний кінь · f6 чорний кінь · b5 білий кінь · c5 чорний пішак · d5 чорний пішак · e5 білий кінь · g3 білий пішак · a2 білий пішак · b2 білий пішак · e2 білий пішак · f2 білий пішак · g2 білий слон · h2 білий пішак · d1 біла тура · f1 біла тура · g1 білий король | a8 чорна тура · d8 чорна тура · g8 чорний король · a7 чорний пішак · b7 чорний слон · f7 чорний пішак · g7 чорний пішак · h7 чорний пішак · e6 чорний кінь · f6 чорний кінь · b5 білий кінь · c5 чорний пішак · d5 чорний пішак · e5 білий кінь · g3 білий пішак · a2 білий пішак · b2 білий пішак · e2 білий пішак · f2 білий пішак · g2 білий слон · h2 білий пішак · d1 біла тура · f1 біла тура · g1 білий король | a8 чорна тура · d8 чорна тура · g8 чорний король · a7 чорний пішак · b7 чорний слон · f7 чорний пішак · g7 чорний пішак · h7 чорний пішак · e6 чорний кінь · f6 чорний кінь · b5 білий кінь · c5 чорний пішак · d5 чорний пішак · e5 білий кінь · g3 білий пішак · a2 білий пішак · b2 білий пішак · e2 білий пішак · f2 білий пішак · g2 білий слон · h2 білий пішак · d1 біла тура · f1 біла тура · g1 білий король | a8 чорна тура · d8 чорна тура · g8 чорний король · a7 чорний пішак · b7 чорний слон · f7 чорний пішак · g7 чорний пішак · h7 чорний пішак · e6 чорний кінь · f6 чорний кінь · b5 білий кінь · c5 чорний пішак · d5 чорний пішак · e5 білий кінь · g3 білий пішак · a2 білий пішак · b2 білий пішак · e2 білий пішак · f2 білий пішак · g2 білий слон · h2 білий пішак · d1 біла тура · f1 біла тура · g1 білий король | a8 чорна тура · d8 чорна тура · g8 чорний король · a7 чорний пішак · b7 чорний слон · f7 чорний пішак · g7 чорний пішак · h7 чорний пішак · e6 чорний кінь · f6 чорний кінь · b5 білий кінь · c5 чорний пішак · d5 чорний пішак · e5 білий кінь · g3 білий пішак · a2 білий пішак · b2 білий пішак · e2 білий пішак · f2 білий пішак · g2 білий слон · h2 білий пішак · d1 біла тура · f1 біла тура · g1 білий король | 4 |
| 3 | a8 чорна тура · d8 чорна тура · g8 чорний король · a7 чорний пішак · b7 чорний слон · f7 чорний пішак · g7 чорний пішак · h7 чорний пішак · e6 чорний кінь · f6 чорний кінь · b5 білий кінь · c5 чорний пішак · d5 чорний пішак · e5 білий кінь · g3 білий пішак · a2 білий пішак · b2 білий пішак · e2 білий пішак · f2 білий пішак · g2 білий слон · h2 білий пішак · d1 біла тура · f1 біла тура · g1 білий король | a8 чорна тура · d8 чорна тура · g8 чорний король · a7 чорний пішак · b7 чорний слон · f7 чорний пішак · g7 чорний пішак · h7 чорний пішак · e6 чорний кінь · f6 чорний кінь · b5 білий кінь · c5 чорний пішак · d5 чорний пішак · e5 білий кінь · g3 білий пішак · a2 білий пішак · b2 білий пішак · e2 білий пішак · f2 білий пішак · g2 білий слон · h2 білий пішак · d1 біла тура · f1 біла тура · g1 білий король | a8 чорна тура · d8 чорна тура · g8 чорний король · a7 чорний пішак · b7 чорний слон · f7 чорний пішак · g7 чорний пішак · h7 чорний пішак · e6 чорний кінь · f6 чорний кінь · b5 білий кінь · c5 чорний пішак · d5 чорний пішак · e5 білий кінь · g3 білий пішак · a2 білий пішак · b2 білий пішак · e2 білий пішак · f2 білий пішак · g2 білий слон · h2 білий пішак · d1 біла тура · f1 біла тура · g1 білий король | a8 чорна тура · d8 чорна тура · g8 чорний король · a7 чорний пішак · b7 чорний слон · f7 чорний пішак · g7 чорний пішак · h7 чорний пішак · e6 чорний кінь · f6 чорний кінь · b5 білий кінь · c5 чорний пішак · d5 чорний пішак · e5 білий кінь · g3 білий пішак · a2 білий пішак · b2 білий пішак · e2 білий пішак · f2 білий пішак · g2 білий слон · h2 білий пішак · d1 біла тура · f1 біла тура · g1 білий король | a8 чорна тура · d8 чорна тура · g8 чорний король · a7 чорний пішак · b7 чорний слон · f7 чорний пішак · g7 чорний пішак · h7 чорний пішак · e6 чорний кінь · f6 чорний кінь · b5 білий кінь · c5 чорний пішак · d5 чорний пішак · e5 білий кінь · g3 білий пішак · a2 білий пішак · b2 білий пішак · e2 білий пішак · f2 білий пішак · g2 білий слон · h2 білий пішак · d1 біла тура · f1 біла тура · g1 білий король | a8 чорна тура · d8 чорна тура · g8 чорний король · a7 чорний пішак · b7 чорний слон · f7 чорний пішак · g7 чорний пішак · h7 чорний пішак · e6 чорний кінь · f6 чорний кінь · b5 білий кінь · c5 чорний пішак · d5 чорний пішак · e5 білий кінь · g3 білий пішак · a2 білий пішак · b2 білий пішак · e2 білий пішак · f2 білий пішак · g2 білий слон · h2 білий пішак · d1 біла тура · f1 біла тура · g1 білий король | a8 чорна тура · d8 чорна тура · g8 чорний король · a7 чорний пішак · b7 чорний слон · f7 чорний пішак · g7 чорний пішак · h7 чорний пішак · e6 чорний кінь · f6 чорний кінь · b5 білий кінь · c5 чорний пішак · d5 чорний пішак · e5 білий кінь · g3 білий пішак · a2 білий пішак · b2 білий пішак · e2 білий пішак · f2 білий пішак · g2 білий слон · h2 білий пішак · d1 біла тура · f1 біла тура · g1 білий король | a8 чорна тура · d8 чорна тура · g8 чорний король · a7 чорний пішак · b7 чорний слон · f7 чорний пішак · g7 чорний пішак · h7 чорний пішак · e6 чорний кінь · f6 чорний кінь · b5 білий кінь · c5 чорний пішак · d5 чорний пішак · e5 білий кінь · g3 білий пішак · a2 білий пішак · b2 білий пішак · e2 білий пішак · f2 білий пішак · g2 білий слон · h2 білий пішак · d1 біла тура · f1 біла тура · g1 білий король | 3 |
| 2 | a8 чорна тура · d8 чорна тура · g8 чорний король · a7 чорний пішак · b7 чорний слон · f7 чорний пішак · g7 чорний пішак · h7 чорний пішак · e6 чорний кінь · f6 чорний кінь · b5 білий кінь · c5 чорний пішак · d5 чорний пішак · e5 білий кінь · g3 білий пішак · a2 білий пішак · b2 білий пішак · e2 білий пішак · f2 білий пішак · g2 білий слон · h2 білий пішак · d1 біла тура · f1 біла тура · g1 білий король | a8 чорна тура · d8 чорна тура · g8 чорний король · a7 чорний пішак · b7 чорний слон · f7 чорний пішак · g7 чорний пішак · h7 чорний пішак · e6 чорний кінь · f6 чорний кінь · b5 білий кінь · c5 чорний пішак · d5 чорний пішак · e5 білий кінь · g3 білий пішак · a2 білий пішак · b2 білий пішак · e2 білий пішак · f2 білий пішак · g2 білий слон · h2 білий пішак · d1 біла тура · f1 біла тура · g1 білий король | a8 чорна тура · d8 чорна тура · g8 чорний король · a7 чорний пішак · b7 чорний слон · f7 чорний пішак · g7 чорний пішак · h7 чорний пішак · e6 чорний кінь · f6 чорний кінь · b5 білий кінь · c5 чорний пішак · d5 чорний пішак · e5 білий кінь · g3 білий пішак · a2 білий пішак · b2 білий пішак · e2 білий пішак · f2 білий пішак · g2 білий слон · h2 білий пішак · d1 біла тура · f1 біла тура · g1 білий король | a8 чорна тура · d8 чорна тура · g8 чорний король · a7 чорний пішак · b7 чорний слон · f7 чорний пішак · g7 чорний пішак · h7 чорний пішак · e6 чорний кінь · f6 чорний кінь · b5 білий кінь · c5 чорний пішак · d5 чорний пішак · e5 білий кінь · g3 білий пішак · a2 білий пішак · b2 білий пішак · e2 білий пішак · f2 білий пішак · g2 білий слон · h2 білий пішак · d1 біла тура · f1 біла тура · g1 білий король | a8 чорна тура · d8 чорна тура · g8 чорний король · a7 чорний пішак · b7 чорний слон · f7 чорний пішак · g7 чорний пішак · h7 чорний пішак · e6 чорний кінь · f6 чорний кінь · b5 білий кінь · c5 чорний пішак · d5 чорний пішак · e5 білий кінь · g3 білий пішак · a2 білий пішак · b2 білий пішак · e2 білий пішак · f2 білий пішак · g2 білий слон · h2 білий пішак · d1 біла тура · f1 біла тура · g1 білий король | a8 чорна тура · d8 чорна тура · g8 чорний король · a7 чорний пішак · b7 чорний слон · f7 чорний пішак · g7 чорний пішак · h7 чорний пішак · e6 чорний кінь · f6 чорний кінь · b5 білий кінь · c5 чорний пішак · d5 чорний пішак · e5 білий кінь · g3 білий пішак · a2 білий пішак · b2 білий пішак · e2 білий пішак · f2 білий пішак · g2 білий слон · h2 білий пішак · d1 біла тура · f1 біла тура · g1 білий король | a8 чорна тура · d8 чорна тура · g8 чорний король · a7 чорний пішак · b7 чорний слон · f7 чорний пішак · g7 чорний пішак · h7 чорний пішак · e6 чорний кінь · f6 чорний кінь · b5 білий кінь · c5 чорний пішак · d5 чорний пішак · e5 білий кінь · g3 білий пішак · a2 білий пішак · b2 білий пішак · e2 білий пішак · f2 білий пішак · g2 білий слон · h2 білий пішак · d1 біла тура · f1 біла тура · g1 білий король | a8 чорна тура · d8 чорна тура · g8 чорний король · a7 чорний пішак · b7 чорний слон · f7 чорний пішак · g7 чорний пішак · h7 чорний пішак · e6 чорний кінь · f6 чорний кінь · b5 білий кінь · c5 чорний пішак · d5 чорний пішак · e5 білий кінь · g3 білий пішак · a2 білий пішак · b2 білий пішак · e2 білий пішак · f2 білий пішак · g2 білий слон · h2 білий пішак · d1 біла тура · f1 біла тура · g1 білий король | 2 |
| 1 | a8 чорна тура · d8 чорна тура · g8 чорний король · a7 чорний пішак · b7 чорний слон · f7 чорний пішак · g7 чорний пішак · h7 чорний пішак · e6 чорний кінь · f6 чорний кінь · b5 білий кінь · c5 чорний пішак · d5 чорний пішак · e5 білий кінь · g3 білий пішак · a2 білий пішак · b2 білий пішак · e2 білий пішак · f2 білий пішак · g2 білий слон · h2 білий пішак · d1 біла тура · f1 біла тура · g1 білий король | a8 чорна тура · d8 чорна тура · g8 чорний король · a7 чорний пішак · b7 чорний слон · f7 чорний пішак · g7 чорний пішак · h7 чорний пішак · e6 чорний кінь · f6 чорний кінь · b5 білий кінь · c5 чорний пішак · d5 чорний пішак · e5 білий кінь · g3 білий пішак · a2 білий пішак · b2 білий пішак · e2 білий пішак · f2 білий пішак · g2 білий слон · h2 білий пішак · d1 біла тура · f1 біла тура · g1 білий король | a8 чорна тура · d8 чорна тура · g8 чорний король · a7 чорний пішак · b7 чорний слон · f7 чорний пішак · g7 чорний пішак · h7 чорний пішак · e6 чорний кінь · f6 чорний кінь · b5 білий кінь · c5 чорний пішак · d5 чорний пішак · e5 білий кінь · g3 білий пішак · a2 білий пішак · b2 білий пішак · e2 білий пішак · f2 білий пішак · g2 білий слон · h2 білий пішак · d1 біла тура · f1 біла тура · g1 білий король | a8 чорна тура · d8 чорна тура · g8 чорний король · a7 чорний пішак · b7 чорний слон · f7 чорний пішак · g7 чорний пішак · h7 чорний пішак · e6 чорний кінь · f6 чорний кінь · b5 білий кінь · c5 чорний пішак · d5 чорний пішак · e5 білий кінь · g3 білий пішак · a2 білий пішак · b2 білий пішак · e2 білий пішак · f2 білий пішак · g2 білий слон · h2 білий пішак · d1 біла тура · f1 біла тура · g1 білий король | a8 чорна тура · d8 чорна тура · g8 чорний король · a7 чорний пішак · b7 чорний слон · f7 чорний пішак · g7 чорний пішак · h7 чорний пішак · e6 чорний кінь · f6 чорний кінь · b5 білий кінь · c5 чорний пішак · d5 чорний пішак · e5 білий кінь · g3 білий пішак · a2 білий пішак · b2 білий пішак · e2 білий пішак · f2 білий пішак · g2 білий слон · h2 білий пішак · d1 біла тура · f1 біла тура · g1 білий король | a8 чорна тура · d8 чорна тура · g8 чорний король · a7 чорний пішак · b7 чорний слон · f7 чорний пішак · g7 чорний пішак · h7 чорний пішак · e6 чорний кінь · f6 чорний кінь · b5 білий кінь · c5 чорний пішак · d5 чорний пішак · e5 білий кінь · g3 білий пішак · a2 білий пішак · b2 білий пішак · e2 білий пішак · f2 білий пішак · g2 білий слон · h2 білий пішак · d1 біла тура · f1 біла тура · g1 білий король | a8 чорна тура · d8 чорна тура · g8 чорний король · a7 чорний пішак · b7 чорний слон · f7 чорний пішак · g7 чорний пішак · h7 чорний пішак · e6 чорний кінь · f6 чорний кінь · b5 білий кінь · c5 чорний пішак · d5 чорний пішак · e5 білий кінь · g3 білий пішак · a2 білий пішак · b2 білий пішак · e2 білий пішак · f2 білий пішак · g2 білий слон · h2 білий пішак · d1 біла тура · f1 біла тура · g1 білий король | a8 чорна тура · d8 чорна тура · g8 чорний король · a7 чорний пішак · b7 чорний слон · f7 чорний пішак · g7 чорний пішак · h7 чорний пішак · e6 чорний кінь · f6 чорний кінь · b5 білий кінь · c5 чорний пішак · d5 чорний пішак · e5 білий кінь · g3 білий пішак · a2 білий пішак · b2 білий пішак · e2 білий пішак · f2 білий пішак · g2 білий слон · h2 білий пішак · d1 біла тура · f1 біла тура · g1 білий король | 1 |
|   | a | b | c | d | e | f | g | h |   |

|   | a | b | c | d | e | f | g | h |   |
| 8 | c8 чорна тура · d7 чорний кінь · e7 чорний король · f7 чорний пішак · g7 чорний пішак · h7 чорний пішак · e6 чорний кінь · a5 чорний пішак · b5 чорна тура · c5 чорний пішак · a4 білий кінь · c4 біла тура · d4 чорний пішак · b3 білий пішак · d3 білий кінь · g3 білий пішак · a2 білий пішак · e2 білий пішак · f2 білий пішак · g2 білий король · h2 білий пішак · c1 біла тура | c8 чорна тура · d7 чорний кінь · e7 чорний король · f7 чорний пішак · g7 чорний пішак · h7 чорний пішак · e6 чорний кінь · a5 чорний пішак · b5 чорна тура · c5 чорний пішак · a4 білий кінь · c4 біла тура · d4 чорний пішак · b3 білий пішак · d3 білий кінь · g3 білий пішак · a2 білий пішак · e2 білий пішак · f2 білий пішак · g2 білий король · h2 білий пішак · c1 біла тура | c8 чорна тура · d7 чорний кінь · e7 чорний король · f7 чорний пішак · g7 чорний пішак · h7 чорний пішак · e6 чорний кінь · a5 чорний пішак · b5 чорна тура · c5 чорний пішак · a4 білий кінь · c4 біла тура · d4 чорний пішак · b3 білий пішак · d3 білий кінь · g3 білий пішак · a2 білий пішак · e2 білий пішак · f2 білий пішак · g2 білий король · h2 білий пішак · c1 біла тура | c8 чорна тура · d7 чорний кінь · e7 чорний король · f7 чорний пішак · g7 чорний пішак · h7 чорний пішак · e6 чорний кінь · a5 чорний пішак · b5 чорна тура · c5 чорний пішак · a4 білий кінь · c4 біла тура · d4 чорний пішак · b3 білий пішак · d3 білий кінь · g3 білий пішак · a2 білий пішак · e2 білий пішак · f2 білий пішак · g2 білий король · h2 білий пішак · c1 біла тура | c8 чорна тура · d7 чорний кінь · e7 чорний король · f7 чорний пішак · g7 чорний пішак · h7 чорний пішак · e6 чорний кінь · a5 чорний пішак · b5 чорна тура · c5 чорний пішак · a4 білий кінь · c4 біла тура · d4 чорний пішак · b3 білий пішак · d3 білий кінь · g3 білий пішак · a2 білий пішак · e2 білий пішак · f2 білий пішак · g2 білий король · h2 білий пішак · c1 біла тура | c8 чорна тура · d7 чорний кінь · e7 чорний король · f7 чорний пішак · g7 чорний пішак · h7 чорний пішак · e6 чорний кінь · a5 чорний пішак · b5 чорна тура · c5 чорний пішак · a4 білий кінь · c4 біла тура · d4 чорний пішак · b3 білий пішак · d3 білий кінь · g3 білий пішак · a2 білий пішак · e2 білий пішак · f2 білий пішак · g2 білий король · h2 білий пішак · c1 біла тура | c8 чорна тура · d7 чорний кінь · e7 чорний король · f7 чорний пішак · g7 чорний пішак · h7 чорний пішак · e6 чорний кінь · a5 чорний пішак · b5 чорна тура · c5 чорний пішак · a4 білий кінь · c4 біла тура · d4 чорний пішак · b3 білий пішак · d3 білий кінь · g3 білий пішак · a2 білий пішак · e2 білий пішак · f2 білий пішак · g2 білий король · h2 білий пішак · c1 біла тура | c8 чорна тура · d7 чорний кінь · e7 чорний король · f7 чорний пішак · g7 чорний пішак · h7 чорний пішак · e6 чорний кінь · a5 чорний пішак · b5 чорна тура · c5 чорний пішак · a4 білий кінь · c4 біла тура · d4 чорний пішак · b3 білий пішак · d3 білий кінь · g3 білий пішак · a2 білий пішак · e2 білий пішак · f2 білий пішак · g2 білий король · h2 білий пішак · c1 біла тура | 8 |
| 7 | c8 чорна тура · d7 чорний кінь · e7 чорний король · f7 чорний пішак · g7 чорний пішак · h7 чорний пішак · e6 чорний кінь · a5 чорний пішак · b5 чорна тура · c5 чорний пішак · a4 білий кінь · c4 біла тура · d4 чорний пішак · b3 білий пішак · d3 білий кінь · g3 білий пішак · a2 білий пішак · e2 білий пішак · f2 білий пішак · g2 білий король · h2 білий пішак · c1 біла тура | c8 чорна тура · d7 чорний кінь · e7 чорний король · f7 чорний пішак · g7 чорний пішак · h7 чорний пішак · e6 чорний кінь · a5 чорний пішак · b5 чорна тура · c5 чорний пішак · a4 білий кінь · c4 біла тура · d4 чорний пішак · b3 білий пішак · d3 білий кінь · g3 білий пішак · a2 білий пішак · e2 білий пішак · f2 білий пішак · g2 білий король · h2 білий пішак · c1 біла тура | c8 чорна тура · d7 чорний кінь · e7 чорний король · f7 чорний пішак · g7 чорний пішак · h7 чорний пішак · e6 чорний кінь · a5 чорний пішак · b5 чорна тура · c5 чорний пішак · a4 білий кінь · c4 біла тура · d4 чорний пішак · b3 білий пішак · d3 білий кінь · g3 білий пішак · a2 білий пішак · e2 білий пішак · f2 білий пішак · g2 білий король · h2 білий пішак · c1 біла тура | c8 чорна тура · d7 чорний кінь · e7 чорний король · f7 чорний пішак · g7 чорний пішак · h7 чорний пішак · e6 чорний кінь · a5 чорний пішак · b5 чорна тура · c5 чорний пішак · a4 білий кінь · c4 біла тура · d4 чорний пішак · b3 білий пішак · d3 білий кінь · g3 білий пішак · a2 білий пішак · e2 білий пішак · f2 білий пішак · g2 білий король · h2 білий пішак · c1 біла тура | c8 чорна тура · d7 чорний кінь · e7 чорний король · f7 чорний пішак · g7 чорний пішак · h7 чорний пішак · e6 чорний кінь · a5 чорний пішак · b5 чорна тура · c5 чорний пішак · a4 білий кінь · c4 біла тура · d4 чорний пішак · b3 білий пішак · d3 білий кінь · g3 білий пішак · a2 білий пішак · e2 білий пішак · f2 білий пішак · g2 білий король · h2 білий пішак · c1 біла тура | c8 чорна тура · d7 чорний кінь · e7 чорний король · f7 чорний пішак · g7 чорний пішак · h7 чорний пішак · e6 чорний кінь · a5 чорний пішак · b5 чорна тура · c5 чорний пішак · a4 білий кінь · c4 біла тура · d4 чорний пішак · b3 білий пішак · d3 білий кінь · g3 білий пішак · a2 білий пішак · e2 білий пішак · f2 білий пішак · g2 білий король · h2 білий пішак · c1 біла тура | c8 чорна тура · d7 чорний кінь · e7 чорний король · f7 чорний пішак · g7 чорний пішак · h7 чорний пішак · e6 чорний кінь · a5 чорний пішак · b5 чорна тура · c5 чорний пішак · a4 білий кінь · c4 біла тура · d4 чорний пішак · b3 білий пішак · d3 білий кінь · g3 білий пішак · a2 білий пішак · e2 білий пішак · f2 білий пішак · g2 білий король · h2 білий пішак · c1 біла тура | c8 чорна тура · d7 чорний кінь · e7 чорний король · f7 чорний пішак · g7 чорний пішак · h7 чорний пішак · e6 чорний кінь · a5 чорний пішак · b5 чорна тура · c5 чорний пішак · a4 білий кінь · c4 біла тура · d4 чорний пішак · b3 білий пішак · d3 білий кінь · g3 білий пішак · a2 білий пішак · e2 білий пішак · f2 білий пішак · g2 білий король · h2 білий пішак · c1 біла тура | 7 |
| 6 | c8 чорна тура · d7 чорний кінь · e7 чорний король · f7 чорний пішак · g7 чорний пішак · h7 чорний пішак · e6 чорний кінь · a5 чорний пішак · b5 чорна тура · c5 чорний пішак · a4 білий кінь · c4 біла тура · d4 чорний пішак · b3 білий пішак · d3 білий кінь · g3 білий пішак · a2 білий пішак · e2 білий пішак · f2 білий пішак · g2 білий король · h2 білий пішак · c1 біла тура | c8 чорна тура · d7 чорний кінь · e7 чорний король · f7 чорний пішак · g7 чорний пішак · h7 чорний пішак · e6 чорний кінь · a5 чорний пішак · b5 чорна тура · c5 чорний пішак · a4 білий кінь · c4 біла тура · d4 чорний пішак · b3 білий пішак · d3 білий кінь · g3 білий пішак · a2 білий пішак · e2 білий пішак · f2 білий пішак · g2 білий король · h2 білий пішак · c1 біла тура | c8 чорна тура · d7 чорний кінь · e7 чорний король · f7 чорний пішак · g7 чорний пішак · h7 чорний пішак · e6 чорний кінь · a5 чорний пішак · b5 чорна тура · c5 чорний пішак · a4 білий кінь · c4 біла тура · d4 чорний пішак · b3 білий пішак · d3 білий кінь · g3 білий пішак · a2 білий пішак · e2 білий пішак · f2 білий пішак · g2 білий король · h2 білий пішак · c1 біла тура | c8 чорна тура · d7 чорний кінь · e7 чорний король · f7 чорний пішак · g7 чорний пішак · h7 чорний пішак · e6 чорний кінь · a5 чорний пішак · b5 чорна тура · c5 чорний пішак · a4 білий кінь · c4 біла тура · d4 чорний пішак · b3 білий пішак · d3 білий кінь · g3 білий пішак · a2 білий пішак · e2 білий пішак · f2 білий пішак · g2 білий король · h2 білий пішак · c1 біла тура | c8 чорна тура · d7 чорний кінь · e7 чорний король · f7 чорний пішак · g7 чорний пішак · h7 чорний пішак · e6 чорний кінь · a5 чорний пішак · b5 чорна тура · c5 чорний пішак · a4 білий кінь · c4 біла тура · d4 чорний пішак · b3 білий пішак · d3 білий кінь · g3 білий пішак · a2 білий пішак · e2 білий пішак · f2 білий пішак · g2 білий король · h2 білий пішак · c1 біла тура | c8 чорна тура · d7 чорний кінь · e7 чорний король · f7 чорний пішак · g7 чорний пішак · h7 чорний пішак · e6 чорний кінь · a5 чорний пішак · b5 чорна тура · c5 чорний пішак · a4 білий кінь · c4 біла тура · d4 чорний пішак · b3 білий пішак · d3 білий кінь · g3 білий пішак · a2 білий пішак · e2 білий пішак · f2 білий пішак · g2 білий король · h2 білий пішак · c1 біла тура | c8 чорна тура · d7 чорний кінь · e7 чорний король · f7 чорний пішак · g7 чорний пішак · h7 чорний пішак · e6 чорний кінь · a5 чорний пішак · b5 чорна тура · c5 чорний пішак · a4 білий кінь · c4 біла тура · d4 чорний пішак · b3 білий пішак · d3 білий кінь · g3 білий пішак · a2 білий пішак · e2 білий пішак · f2 білий пішак · g2 білий король · h2 білий пішак · c1 біла тура | c8 чорна тура · d7 чорний кінь · e7 чорний король · f7 чорний пішак · g7 чорний пішак · h7 чорний пішак · e6 чорний кінь · a5 чорний пішак · b5 чорна тура · c5 чорний пішак · a4 білий кінь · c4 біла тура · d4 чорний пішак · b3 білий пішак · d3 білий кінь · g3 білий пішак · a2 білий пішак · e2 білий пішак · f2 білий пішак · g2 білий король · h2 білий пішак · c1 біла тура | 6 |
| 5 | c8 чорна тура · d7 чорний кінь · e7 чорний король · f7 чорний пішак · g7 чорний пішак · h7 чорний пішак · e6 чорний кінь · a5 чорний пішак · b5 чорна тура · c5 чорний пішак · a4 білий кінь · c4 біла тура · d4 чорний пішак · b3 білий пішак · d3 білий кінь · g3 білий пішак · a2 білий пішак · e2 білий пішак · f2 білий пішак · g2 білий король · h2 білий пішак · c1 біла тура | c8 чорна тура · d7 чорний кінь · e7 чорний король · f7 чорний пішак · g7 чорний пішак · h7 чорний пішак · e6 чорний кінь · a5 чорний пішак · b5 чорна тура · c5 чорний пішак · a4 білий кінь · c4 біла тура · d4 чорний пішак · b3 білий пішак · d3 білий кінь · g3 білий пішак · a2 білий пішак · e2 білий пішак · f2 білий пішак · g2 білий король · h2 білий пішак · c1 біла тура | c8 чорна тура · d7 чорний кінь · e7 чорний король · f7 чорний пішак · g7 чорний пішак · h7 чорний пішак · e6 чорний кінь · a5 чорний пішак · b5 чорна тура · c5 чорний пішак · a4 білий кінь · c4 біла тура · d4 чорний пішак · b3 білий пішак · d3 білий кінь · g3 білий пішак · a2 білий пішак · e2 білий пішак · f2 білий пішак · g2 білий король · h2 білий пішак · c1 біла тура | c8 чорна тура · d7 чорний кінь · e7 чорний король · f7 чорний пішак · g7 чорний пішак · h7 чорний пішак · e6 чорний кінь · a5 чорний пішак · b5 чорна тура · c5 чорний пішак · a4 білий кінь · c4 біла тура · d4 чорний пішак · b3 білий пішак · d3 білий кінь · g3 білий пішак · a2 білий пішак · e2 білий пішак · f2 білий пішак · g2 білий король · h2 білий пішак · c1 біла тура | c8 чорна тура · d7 чорний кінь · e7 чорний король · f7 чорний пішак · g7 чорний пішак · h7 чорний пішак · e6 чорний кінь · a5 чорний пішак · b5 чорна тура · c5 чорний пішак · a4 білий кінь · c4 біла тура · d4 чорний пішак · b3 білий пішак · d3 білий кінь · g3 білий пішак · a2 білий пішак · e2 білий пішак · f2 білий пішак · g2 білий король · h2 білий пішак · c1 біла тура | c8 чорна тура · d7 чорний кінь · e7 чорний король · f7 чорний пішак · g7 чорний пішак · h7 чорний пішак · e6 чорний кінь · a5 чорний пішак · b5 чорна тура · c5 чорний пішак · a4 білий кінь · c4 біла тура · d4 чорний пішак · b3 білий пішак · d3 білий кінь · g3 білий пішак · a2 білий пішак · e2 білий пішак · f2 білий пішак · g2 білий король · h2 білий пішак · c1 біла тура | c8 чорна тура · d7 чорний кінь · e7 чорний король · f7 чорний пішак · g7 чорний пішак · h7 чорний пішак · e6 чорний кінь · a5 чорний пішак · b5 чорна тура · c5 чорний пішак · a4 білий кінь · c4 біла тура · d4 чорний пішак · b3 білий пішак · d3 білий кінь · g3 білий пішак · a2 білий пішак · e2 білий пішак · f2 білий пішак · g2 білий король · h2 білий пішак · c1 біла тура | c8 чорна тура · d7 чорний кінь · e7 чорний король · f7 чорний пішак · g7 чорний пішак · h7 чорний пішак · e6 чорний кінь · a5 чорний пішак · b5 чорна тура · c5 чорний пішак · a4 білий кінь · c4 біла тура · d4 чорний пішак · b3 білий пішак · d3 білий кінь · g3 білий пішак · a2 білий пішак · e2 білий пішак · f2 білий пішак · g2 білий король · h2 білий пішак · c1 біла тура | 5 |
| 4 | c8 чорна тура · d7 чорний кінь · e7 чорний король · f7 чорний пішак · g7 чорний пішак · h7 чорний пішак · e6 чорний кінь · a5 чорний пішак · b5 чорна тура · c5 чорний пішак · a4 білий кінь · c4 біла тура · d4 чорний пішак · b3 білий пішак · d3 білий кінь · g3 білий пішак · a2 білий пішак · e2 білий пішак · f2 білий пішак · g2 білий король · h2 білий пішак · c1 біла тура | c8 чорна тура · d7 чорний кінь · e7 чорний король · f7 чорний пішак · g7 чорний пішак · h7 чорний пішак · e6 чорний кінь · a5 чорний пішак · b5 чорна тура · c5 чорний пішак · a4 білий кінь · c4 біла тура · d4 чорний пішак · b3 білий пішак · d3 білий кінь · g3 білий пішак · a2 білий пішак · e2 білий пішак · f2 білий пішак · g2 білий король · h2 білий пішак · c1 біла тура | c8 чорна тура · d7 чорний кінь · e7 чорний король · f7 чорний пішак · g7 чорний пішак · h7 чорний пішак · e6 чорний кінь · a5 чорний пішак · b5 чорна тура · c5 чорний пішак · a4 білий кінь · c4 біла тура · d4 чорний пішак · b3 білий пішак · d3 білий кінь · g3 білий пішак · a2 білий пішак · e2 білий пішак · f2 білий пішак · g2 білий король · h2 білий пішак · c1 біла тура | c8 чорна тура · d7 чорний кінь · e7 чорний король · f7 чорний пішак · g7 чорний пішак · h7 чорний пішак · e6 чорний кінь · a5 чорний пішак · b5 чорна тура · c5 чорний пішак · a4 білий кінь · c4 біла тура · d4 чорний пішак · b3 білий пішак · d3 білий кінь · g3 білий пішак · a2 білий пішак · e2 білий пішак · f2 білий пішак · g2 білий король · h2 білий пішак · c1 біла тура | c8 чорна тура · d7 чорний кінь · e7 чорний король · f7 чорний пішак · g7 чорний пішак · h7 чорний пішак · e6 чорний кінь · a5 чорний пішак · b5 чорна тура · c5 чорний пішак · a4 білий кінь · c4 біла тура · d4 чорний пішак · b3 білий пішак · d3 білий кінь · g3 білий пішак · a2 білий пішак · e2 білий пішак · f2 білий пішак · g2 білий король · h2 білий пішак · c1 біла тура | c8 чорна тура · d7 чорний кінь · e7 чорний король · f7 чорний пішак · g7 чорний пішак · h7 чорний пішак · e6 чорний кінь · a5 чорний пішак · b5 чорна тура · c5 чорний пішак · a4 білий кінь · c4 біла тура · d4 чорний пішак · b3 білий пішак · d3 білий кінь · g3 білий пішак · a2 білий пішак · e2 білий пішак · f2 білий пішак · g2 білий король · h2 білий пішак · c1 біла тура | c8 чорна тура · d7 чорний кінь · e7 чорний король · f7 чорний пішак · g7 чорний пішак · h7 чорний пішак · e6 чорний кінь · a5 чорний пішак · b5 чорна тура · c5 чорний пішак · a4 білий кінь · c4 біла тура · d4 чорний пішак · b3 білий пішак · d3 білий кінь · g3 білий пішак · a2 білий пішак · e2 білий пішак · f2 білий пішак · g2 білий король · h2 білий пішак · c1 біла тура | c8 чорна тура · d7 чорний кінь · e7 чорний король · f7 чорний пішак · g7 чорний пішак · h7 чорний пішак · e6 чорний кінь · a5 чорний пішак · b5 чорна тура · c5 чорний пішак · a4 білий кінь · c4 біла тура · d4 чорний пішак · b3 білий пішак · d3 білий кінь · g3 білий пішак · a2 білий пішак · e2 білий пішак · f2 білий пішак · g2 білий король · h2 білий пішак · c1 біла тура | 4 |
| 3 | c8 чорна тура · d7 чорний кінь · e7 чорний король · f7 чорний пішак · g7 чорний пішак · h7 чорний пішак · e6 чорний кінь · a5 чорний пішак · b5 чорна тура · c5 чорний пішак · a4 білий кінь · c4 біла тура · d4 чорний пішак · b3 білий пішак · d3 білий кінь · g3 білий пішак · a2 білий пішак · e2 білий пішак · f2 білий пішак · g2 білий король · h2 білий пішак · c1 біла тура | c8 чорна тура · d7 чорний кінь · e7 чорний король · f7 чорний пішак · g7 чорний пішак · h7 чорний пішак · e6 чорний кінь · a5 чорний пішак · b5 чорна тура · c5 чорний пішак · a4 білий кінь · c4 біла тура · d4 чорний пішак · b3 білий пішак · d3 білий кінь · g3 білий пішак · a2 білий пішак · e2 білий пішак · f2 білий пішак · g2 білий король · h2 білий пішак · c1 біла тура | c8 чорна тура · d7 чорний кінь · e7 чорний король · f7 чорний пішак · g7 чорний пішак · h7 чорний пішак · e6 чорний кінь · a5 чорний пішак · b5 чорна тура · c5 чорний пішак · a4 білий кінь · c4 біла тура · d4 чорний пішак · b3 білий пішак · d3 білий кінь · g3 білий пішак · a2 білий пішак · e2 білий пішак · f2 білий пішак · g2 білий король · h2 білий пішак · c1 біла тура | c8 чорна тура · d7 чорний кінь · e7 чорний король · f7 чорний пішак · g7 чорний пішак · h7 чорний пішак · e6 чорний кінь · a5 чорний пішак · b5 чорна тура · c5 чорний пішак · a4 білий кінь · c4 біла тура · d4 чорний пішак · b3 білий пішак · d3 білий кінь · g3 білий пішак · a2 білий пішак · e2 білий пішак · f2 білий пішак · g2 білий король · h2 білий пішак · c1 біла тура | c8 чорна тура · d7 чорний кінь · e7 чорний король · f7 чорний пішак · g7 чорний пішак · h7 чорний пішак · e6 чорний кінь · a5 чорний пішак · b5 чорна тура · c5 чорний пішак · a4 білий кінь · c4 біла тура · d4 чорний пішак · b3 білий пішак · d3 білий кінь · g3 білий пішак · a2 білий пішак · e2 білий пішак · f2 білий пішак · g2 білий король · h2 білий пішак · c1 біла тура | c8 чорна тура · d7 чорний кінь · e7 чорний король · f7 чорний пішак · g7 чорний пішак · h7 чорний пішак · e6 чорний кінь · a5 чорний пішак · b5 чорна тура · c5 чорний пішак · a4 білий кінь · c4 біла тура · d4 чорний пішак · b3 білий пішак · d3 білий кінь · g3 білий пішак · a2 білий пішак · e2 білий пішак · f2 білий пішак · g2 білий король · h2 білий пішак · c1 біла тура | c8 чорна тура · d7 чорний кінь · e7 чорний король · f7 чорний пішак · g7 чорний пішак · h7 чорний пішак · e6 чорний кінь · a5 чорний пішак · b5 чорна тура · c5 чорний пішак · a4 білий кінь · c4 біла тура · d4 чорний пішак · b3 білий пішак · d3 білий кінь · g3 білий пішак · a2 білий пішак · e2 білий пішак · f2 білий пішак · g2 білий король · h2 білий пішак · c1 біла тура | c8 чорна тура · d7 чорний кінь · e7 чорний король · f7 чорний пішак · g7 чорний пішак · h7 чорний пішак · e6 чорний кінь · a5 чорний пішак · b5 чорна тура · c5 чорний пішак · a4 білий кінь · c4 біла тура · d4 чорний пішак · b3 білий пішак · d3 білий кінь · g3 білий пішак · a2 білий пішак · e2 білий пішак · f2 білий пішак · g2 білий король · h2 білий пішак · c1 біла тура | 3 |
| 2 | c8 чорна тура · d7 чорний кінь · e7 чорний король · f7 чорний пішак · g7 чорний пішак · h7 чорний пішак · e6 чорний кінь · a5 чорний пішак · b5 чорна тура · c5 чорний пішак · a4 білий кінь · c4 біла тура · d4 чорний пішак · b3 білий пішак · d3 білий кінь · g3 білий пішак · a2 білий пішак · e2 білий пішак · f2 білий пішак · g2 білий король · h2 білий пішак · c1 біла тура | c8 чорна тура · d7 чорний кінь · e7 чорний король · f7 чорний пішак · g7 чорний пішак · h7 чорний пішак · e6 чорний кінь · a5 чорний пішак · b5 чорна тура · c5 чорний пішак · a4 білий кінь · c4 біла тура · d4 чорний пішак · b3 білий пішак · d3 білий кінь · g3 білий пішак · a2 білий пішак · e2 білий пішак · f2 білий пішак · g2 білий король · h2 білий пішак · c1 біла тура | c8 чорна тура · d7 чорний кінь · e7 чорний король · f7 чорний пішак · g7 чорний пішак · h7 чорний пішак · e6 чорний кінь · a5 чорний пішак · b5 чорна тура · c5 чорний пішак · a4 білий кінь · c4 біла тура · d4 чорний пішак · b3 білий пішак · d3 білий кінь · g3 білий пішак · a2 білий пішак · e2 білий пішак · f2 білий пішак · g2 білий король · h2 білий пішак · c1 біла тура | c8 чорна тура · d7 чорний кінь · e7 чорний король · f7 чорний пішак · g7 чорний пішак · h7 чорний пішак · e6 чорний кінь · a5 чорний пішак · b5 чорна тура · c5 чорний пішак · a4 білий кінь · c4 біла тура · d4 чорний пішак · b3 білий пішак · d3 білий кінь · g3 білий пішак · a2 білий пішак · e2 білий пішак · f2 білий пішак · g2 білий король · h2 білий пішак · c1 біла тура | c8 чорна тура · d7 чорний кінь · e7 чорний король · f7 чорний пішак · g7 чорний пішак · h7 чорний пішак · e6 чорний кінь · a5 чорний пішак · b5 чорна тура · c5 чорний пішак · a4 білий кінь · c4 біла тура · d4 чорний пішак · b3 білий пішак · d3 білий кінь · g3 білий пішак · a2 білий пішак · e2 білий пішак · f2 білий пішак · g2 білий король · h2 білий пішак · c1 біла тура | c8 чорна тура · d7 чорний кінь · e7 чорний король · f7 чорний пішак · g7 чорний пішак · h7 чорний пішак · e6 чорний кінь · a5 чорний пішак · b5 чорна тура · c5 чорний пішак · a4 білий кінь · c4 біла тура · d4 чорний пішак · b3 білий пішак · d3 білий кінь · g3 білий пішак · a2 білий пішак · e2 білий пішак · f2 білий пішак · g2 білий король · h2 білий пішак · c1 біла тура | c8 чорна тура · d7 чорний кінь · e7 чорний король · f7 чорний пішак · g7 чорний пішак · h7 чорний пішак · e6 чорний кінь · a5 чорний пішак · b5 чорна тура · c5 чорний пішак · a4 білий кінь · c4 біла тура · d4 чорний пішак · b3 білий пішак · d3 білий кінь · g3 білий пішак · a2 білий пішак · e2 білий пішак · f2 білий пішак · g2 білий король · h2 білий пішак · c1 біла тура | c8 чорна тура · d7 чорний кінь · e7 чорний король · f7 чорний пішак · g7 чорний пішак · h7 чорний пішак · e6 чорний кінь · a5 чорний пішак · b5 чорна тура · c5 чорний пішак · a4 білий кінь · c4 біла тура · d4 чорний пішак · b3 білий пішак · d3 білий кінь · g3 білий пішак · a2 білий пішак · e2 білий пішак · f2 білий пішак · g2 білий король · h2 білий пішак · c1 біла тура | 2 |
| 1 | c8 чорна тура · d7 чорний кінь · e7 чорний король · f7 чорний пішак · g7 чорний пішак · h7 чорний пішак · e6 чорний кінь · a5 чорний пішак · b5 чорна тура · c5 чорний пішак · a4 білий кінь · c4 біла тура · d4 чорний пішак · b3 білий пішак · d3 білий кінь · g3 білий пішак · a2 білий пішак · e2 білий пішак · f2 білий пішак · g2 білий король · h2 білий пішак · c1 біла тура | c8 чорна тура · d7 чорний кінь · e7 чорний король · f7 чорний пішак · g7 чорний пішак · h7 чорний пішак · e6 чорний кінь · a5 чорний пішак · b5 чорна тура · c5 чорний пішак · a4 білий кінь · c4 біла тура · d4 чорний пішак · b3 білий пішак · d3 білий кінь · g3 білий пішак · a2 білий пішак · e2 білий пішак · f2 білий пішак · g2 білий король · h2 білий пішак · c1 біла тура | c8 чорна тура · d7 чорний кінь · e7 чорний король · f7 чорний пішак · g7 чорний пішак · h7 чорний пішак · e6 чорний кінь · a5 чорний пішак · b5 чорна тура · c5 чорний пішак · a4 білий кінь · c4 біла тура · d4 чорний пішак · b3 білий пішак · d3 білий кінь · g3 білий пішак · a2 білий пішак · e2 білий пішак · f2 білий пішак · g2 білий король · h2 білий пішак · c1 біла тура | c8 чорна тура · d7 чорний кінь · e7 чорний король · f7 чорний пішак · g7 чорний пішак · h7 чорний пішак · e6 чорний кінь · a5 чорний пішак · b5 чорна тура · c5 чорний пішак · a4 білий кінь · c4 біла тура · d4 чорний пішак · b3 білий пішак · d3 білий кінь · g3 білий пішак · a2 білий пішак · e2 білий пішак · f2 білий пішак · g2 білий король · h2 білий пішак · c1 біла тура | c8 чорна тура · d7 чорний кінь · e7 чорний король · f7 чорний пішак · g7 чорний пішак · h7 чорний пішак · e6 чорний кінь · a5 чорний пішак · b5 чорна тура · c5 чорний пішак · a4 білий кінь · c4 біла тура · d4 чорний пішак · b3 білий пішак · d3 білий кінь · g3 білий пішак · a2 білий пішак · e2 білий пішак · f2 білий пішак · g2 білий король · h2 білий пішак · c1 біла тура | c8 чорна тура · d7 чорний кінь · e7 чорний король · f7 чорний пішак · g7 чорний пішак · h7 чорний пішак · e6 чорний кінь · a5 чорний пішак · b5 чорна тура · c5 чорний пішак · a4 білий кінь · c4 біла тура · d4 чорний пішак · b3 білий пішак · d3 білий кінь · g3 білий пішак · a2 білий пішак · e2 білий пішак · f2 білий пішак · g2 білий король · h2 білий пішак · c1 біла тура | c8 чорна тура · d7 чорний кінь · e7 чорний король · f7 чорний пішак · g7 чорний пішак · h7 чорний пішак · e6 чорний кінь · a5 чорний пішак · b5 чорна тура · c5 чорний пішак · a4 білий кінь · c4 біла тура · d4 чорний пішак · b3 білий пішак · d3 білий кінь · g3 білий пішак · a2 білий пішак · e2 білий пішак · f2 білий пішак · g2 білий король · h2 білий пішак · c1 біла тура | c8 чорна тура · d7 чорний кінь · e7 чорний король · f7 чорний пішак · g7 чорний пішак · h7 чорний пішак · e6 чорний кінь · a5 чорний пішак · b5 чорна тура · c5 чорний пішак · a4 білий кінь · c4 біла тура · d4 чорний пішак · b3 білий пішак · d3 білий кінь · g3 білий пішак · a2 білий пішак · e2 білий пішак · f2 білий пішак · g2 білий король · h2 білий пішак · c1 біла тура | 1 |
|   | a | b | c | d | e | f | g | h |   |

### Боротьба проти підвішених пішаків
Боротьба проти подібної пішакової структури зводиться до вимушеного невигідного для суперника просування одного з пішаків. Потім здійснюється або  блокада полів перед цими пішаками, або фігурний тиск на утвореного відсталого пішака, або, що найбільш ефективно, поєднання цих методів позиційної боротьби. Слід зауважити, що при просуванні одного з пішаків вперед вони розташовуються на полях одного кольору, що означає, що  слон того ж кольору у сторони, яка має підвішених пішаків, стає недієвим. Це важливий позиційний фактор, який має велике значення. Так, наприклад,  кінь, встановлений перед одним з пішаків, при інших рівних умовах буде значно сильнішим за такого слона, що забезпечить стороні позиційну перевагу як в  мітельшпілі, так і в  ендшпілі.

Зустрічається і підрив підвішених пішаків пішаками з сусідніх вертикалей: так, при пішаках d4 і c4 у білих білим необхідно стежити за підривами b6-b5 (фланговий підрив) і e6-e5 (центральний підрив). Також часто вигідний перехід в ендшпіль, де захищати підвішених пішаків супротивнику може стати важче.
Практика показує, що при фронтальній атаці (з блокадою або без) більш вразливим є слоновий пішак, оскільки у фігур залишається менше простору для маневру, ніж у випадку з ферзевим. Напрямок атаки може змінюватися від одного пішака до іншого. У партії Романишин - Тройсі було 

19. Лd2 з ідеєю фігурного тиску на пішака d5. 19...a6 20. Kc3 Лab8 21. Лfd1.
 Фронтальний фігурний тиск досяг мети: чорні змушені просунути пішака на d4. Білі блокують підвішених пішаків і змінюють мету атаки: починають атакувати відсталого пішака c5. 21...d4 22. Ka4 C:g2 23. Kp:g2 Лb5 24. Лc1 Кd7 25. Кd3. І блокада, і атака. 25...a5 26. Лdc2 Крf8 27. b3 Лс8 28. Лс4 Кре7 (див. діаграму) 29. e3 de 30. fe Лс7? 31. Кс3 Лbb7 32. Кd5+, виграючи якість. Білі реалізували матеріальну перевагу.

### Гра з підвішеними пішаками
Сторона, що має підвішених пішаків, перш за все повинна забезпечити їх захист і в загальному випадку прагнути до живої динамічної гри: атаки в центрі або на позицію короля. Відкриті або напіввідкриті вертикалі збоку від пішаків забезпечують свободу маневру для далекобійних фігур. При конкретній грі - пов'язаної не з загальними міркуваннями, а з реальною ситуацією на дошці - можливо просування їх вперед з закріпленням нової пішакової структури або розкриттям гри. Це повинно відбуватися при фігурній підтримці і в тому випадку, якщо протиборча сторона не встигає виставити блокаду або організувати атаку на утворені слабкості.
|   | a | b | c | d | e | f | g | h |   |
| 8 | d8 чорна тура · e8 чорна тура · f8 чорний кінь · g8 чорний король · a7 чорний пішак · b7 чорний слон · f7 чорний пішак · g7 чорний пішак · h7 чорний пішак · b6 чорний пішак · c6 чорний ферзь · e6 чорний пішак · f6 чорний кінь · g5 білий слон · c4 білий пішак · d4 білий пішак · d3 білий слон · f3 білий кінь · h3 білий пішак · a2 білий пішак · e2 білий ферзь · f2 білий пішак · g2 білий пішак · d1 біла тура · e1 біла тура · g1 білий король | d8 чорна тура · e8 чорна тура · f8 чорний кінь · g8 чорний король · a7 чорний пішак · b7 чорний слон · f7 чорний пішак · g7 чорний пішак · h7 чорний пішак · b6 чорний пішак · c6 чорний ферзь · e6 чорний пішак · f6 чорний кінь · g5 білий слон · c4 білий пішак · d4 білий пішак · d3 білий слон · f3 білий кінь · h3 білий пішак · a2 білий пішак · e2 білий ферзь · f2 білий пішак · g2 білий пішак · d1 біла тура · e1 біла тура · g1 білий король | d8 чорна тура · e8 чорна тура · f8 чорний кінь · g8 чорний король · a7 чорний пішак · b7 чорний слон · f7 чорний пішак · g7 чорний пішак · h7 чорний пішак · b6 чорний пішак · c6 чорний ферзь · e6 чорний пішак · f6 чорний кінь · g5 білий слон · c4 білий пішак · d4 білий пішак · d3 білий слон · f3 білий кінь · h3 білий пішак · a2 білий пішак · e2 білий ферзь · f2 білий пішак · g2 білий пішак · d1 біла тура · e1 біла тура · g1 білий король | d8 чорна тура · e8 чорна тура · f8 чорний кінь · g8 чорний король · a7 чорний пішак · b7 чорний слон · f7 чорний пішак · g7 чорний пішак · h7 чорний пішак · b6 чорний пішак · c6 чорний ферзь · e6 чорний пішак · f6 чорний кінь · g5 білий слон · c4 білий пішак · d4 білий пішак · d3 білий слон · f3 білий кінь · h3 білий пішак · a2 білий пішак · e2 білий ферзь · f2 білий пішак · g2 білий пішак · d1 біла тура · e1 біла тура · g1 білий король | d8 чорна тура · e8 чорна тура · f8 чорний кінь · g8 чорний король · a7 чорний пішак · b7 чорний слон · f7 чорний пішак · g7 чорний пішак · h7 чорний пішак · b6 чорний пішак · c6 чорний ферзь · e6 чорний пішак · f6 чорний кінь · g5 білий слон · c4 білий пішак · d4 білий пішак · d3 білий слон · f3 білий кінь · h3 білий пішак · a2 білий пішак · e2 білий ферзь · f2 білий пішак · g2 білий пішак · d1 біла тура · e1 біла тура · g1 білий король | d8 чорна тура · e8 чорна тура · f8 чорний кінь · g8 чорний король · a7 чорний пішак · b7 чорний слон · f7 чорний пішак · g7 чорний пішак · h7 чорний пішак · b6 чорний пішак · c6 чорний ферзь · e6 чорний пішак · f6 чорний кінь · g5 білий слон · c4 білий пішак · d4 білий пішак · d3 білий слон · f3 білий кінь · h3 білий пішак · a2 білий пішак · e2 білий ферзь · f2 білий пішак · g2 білий пішак · d1 біла тура · e1 біла тура · g1 білий король | d8 чорна тура · e8 чорна тура · f8 чорний кінь · g8 чорний король · a7 чорний пішак · b7 чорний слон · f7 чорний пішак · g7 чорний пішак · h7 чорний пішак · b6 чорний пішак · c6 чорний ферзь · e6 чорний пішак · f6 чорний кінь · g5 білий слон · c4 білий пішак · d4 білий пішак · d3 білий слон · f3 білий кінь · h3 білий пішак · a2 білий пішак · e2 білий ферзь · f2 білий пішак · g2 білий пішак · d1 біла тура · e1 біла тура · g1 білий король | d8 чорна тура · e8 чорна тура · f8 чорний кінь · g8 чорний король · a7 чорний пішак · b7 чорний слон · f7 чорний пішак · g7 чорний пішак · h7 чорний пішак · b6 чорний пішак · c6 чорний ферзь · e6 чорний пішак · f6 чорний кінь · g5 білий слон · c4 білий пішак · d4 білий пішак · d3 білий слон · f3 білий кінь · h3 білий пішак · a2 білий пішак · e2 білий ферзь · f2 білий пішак · g2 білий пішак · d1 біла тура · e1 біла тура · g1 білий король | 8 |
| 7 | d8 чорна тура · e8 чорна тура · f8 чорний кінь · g8 чорний король · a7 чорний пішак · b7 чорний слон · f7 чорний пішак · g7 чорний пішак · h7 чорний пішак · b6 чорний пішак · c6 чорний ферзь · e6 чорний пішак · f6 чорний кінь · g5 білий слон · c4 білий пішак · d4 білий пішак · d3 білий слон · f3 білий кінь · h3 білий пішак · a2 білий пішак · e2 білий ферзь · f2 білий пішак · g2 білий пішак · d1 біла тура · e1 біла тура · g1 білий король | d8 чорна тура · e8 чорна тура · f8 чорний кінь · g8 чорний король · a7 чорний пішак · b7 чорний слон · f7 чорний пішак · g7 чорний пішак · h7 чорний пішак · b6 чорний пішак · c6 чорний ферзь · e6 чорний пішак · f6 чорний кінь · g5 білий слон · c4 білий пішак · d4 білий пішак · d3 білий слон · f3 білий кінь · h3 білий пішак · a2 білий пішак · e2 білий ферзь · f2 білий пішак · g2 білий пішак · d1 біла тура · e1 біла тура · g1 білий король | d8 чорна тура · e8 чорна тура · f8 чорний кінь · g8 чорний король · a7 чорний пішак · b7 чорний слон · f7 чорний пішак · g7 чорний пішак · h7 чорний пішак · b6 чорний пішак · c6 чорний ферзь · e6 чорний пішак · f6 чорний кінь · g5 білий слон · c4 білий пішак · d4 білий пішак · d3 білий слон · f3 білий кінь · h3 білий пішак · a2 білий пішак · e2 білий ферзь · f2 білий пішак · g2 білий пішак · d1 біла тура · e1 біла тура · g1 білий король | d8 чорна тура · e8 чорна тура · f8 чорний кінь · g8 чорний король · a7 чорний пішак · b7 чорний слон · f7 чорний пішак · g7 чорний пішак · h7 чорний пішак · b6 чорний пішак · c6 чорний ферзь · e6 чорний пішак · f6 чорний кінь · g5 білий слон · c4 білий пішак · d4 білий пішак · d3 білий слон · f3 білий кінь · h3 білий пішак · a2 білий пішак · e2 білий ферзь · f2 білий пішак · g2 білий пішак · d1 біла тура · e1 біла тура · g1 білий король | d8 чорна тура · e8 чорна тура · f8 чорний кінь · g8 чорний король · a7 чорний пішак · b7 чорний слон · f7 чорний пішак · g7 чорний пішак · h7 чорний пішак · b6 чорний пішак · c6 чорний ферзь · e6 чорний пішак · f6 чорний кінь · g5 білий слон · c4 білий пішак · d4 білий пішак · d3 білий слон · f3 білий кінь · h3 білий пішак · a2 білий пішак · e2 білий ферзь · f2 білий пішак · g2 білий пішак · d1 біла тура · e1 біла тура · g1 білий король | d8 чорна тура · e8 чорна тура · f8 чорний кінь · g8 чорний король · a7 чорний пішак · b7 чорний слон · f7 чорний пішак · g7 чорний пішак · h7 чорний пішак · b6 чорний пішак · c6 чорний ферзь · e6 чорний пішак · f6 чорний кінь · g5 білий слон · c4 білий пішак · d4 білий пішак · d3 білий слон · f3 білий кінь · h3 білий пішак · a2 білий пішак · e2 білий ферзь · f2 білий пішак · g2 білий пішак · d1 біла тура · e1 біла тура · g1 білий король | d8 чорна тура · e8 чорна тура · f8 чорний кінь · g8 чорний король · a7 чорний пішак · b7 чорний слон · f7 чорний пішак · g7 чорний пішак · h7 чорний пішак · b6 чорний пішак · c6 чорний ферзь · e6 чорний пішак · f6 чорний кінь · g5 білий слон · c4 білий пішак · d4 білий пішак · d3 білий слон · f3 білий кінь · h3 білий пішак · a2 білий пішак · e2 білий ферзь · f2 білий пішак · g2 білий пішак · d1 біла тура · e1 біла тура · g1 білий король | d8 чорна тура · e8 чорна тура · f8 чорний кінь · g8 чорний король · a7 чорний пішак · b7 чорний слон · f7 чорний пішак · g7 чорний пішак · h7 чорний пішак · b6 чорний пішак · c6 чорний ферзь · e6 чорний пішак · f6 чорний кінь · g5 білий слон · c4 білий пішак · d4 білий пішак · d3 білий слон · f3 білий кінь · h3 білий пішак · a2 білий пішак · e2 білий ферзь · f2 білий пішак · g2 білий пішак · d1 біла тура · e1 біла тура · g1 білий король | 7 |
| 6 | d8 чорна тура · e8 чорна тура · f8 чорний кінь · g8 чорний король · a7 чорний пішак · b7 чорний слон · f7 чорний пішак · g7 чорний пішак · h7 чорний пішак · b6 чорний пішак · c6 чорний ферзь · e6 чорний пішак · f6 чорний кінь · g5 білий слон · c4 білий пішак · d4 білий пішак · d3 білий слон · f3 білий кінь · h3 білий пішак · a2 білий пішак · e2 білий ферзь · f2 білий пішак · g2 білий пішак · d1 біла тура · e1 біла тура · g1 білий король | d8 чорна тура · e8 чорна тура · f8 чорний кінь · g8 чорний король · a7 чорний пішак · b7 чорний слон · f7 чорний пішак · g7 чорний пішак · h7 чорний пішак · b6 чорний пішак · c6 чорний ферзь · e6 чорний пішак · f6 чорний кінь · g5 білий слон · c4 білий пішак · d4 білий пішак · d3 білий слон · f3 білий кінь · h3 білий пішак · a2 білий пішак · e2 білий ферзь · f2 білий пішак · g2 білий пішак · d1 біла тура · e1 біла тура · g1 білий король | d8 чорна тура · e8 чорна тура · f8 чорний кінь · g8 чорний король · a7 чорний пішак · b7 чорний слон · f7 чорний пішак · g7 чорний пішак · h7 чорний пішак · b6 чорний пішак · c6 чорний ферзь · e6 чорний пішак · f6 чорний кінь · g5 білий слон · c4 білий пішак · d4 білий пішак · d3 білий слон · f3 білий кінь · h3 білий пішак · a2 білий пішак · e2 білий ферзь · f2 білий пішак · g2 білий пішак · d1 біла тура · e1 біла тура · g1 білий король | d8 чорна тура · e8 чорна тура · f8 чорний кінь · g8 чорний король · a7 чорний пішак · b7 чорний слон · f7 чорний пішак · g7 чорний пішак · h7 чорний пішак · b6 чорний пішак · c6 чорний ферзь · e6 чорний пішак · f6 чорний кінь · g5 білий слон · c4 білий пішак · d4 білий пішак · d3 білий слон · f3 білий кінь · h3 білий пішак · a2 білий пішак · e2 білий ферзь · f2 білий пішак · g2 білий пішак · d1 біла тура · e1 біла тура · g1 білий король | d8 чорна тура · e8 чорна тура · f8 чорний кінь · g8 чорний король · a7 чорний пішак · b7 чорний слон · f7 чорний пішак · g7 чорний пішак · h7 чорний пішак · b6 чорний пішак · c6 чорний ферзь · e6 чорний пішак · f6 чорний кінь · g5 білий слон · c4 білий пішак · d4 білий пішак · d3 білий слон · f3 білий кінь · h3 білий пішак · a2 білий пішак · e2 білий ферзь · f2 білий пішак · g2 білий пішак · d1 біла тура · e1 біла тура · g1 білий король | d8 чорна тура · e8 чорна тура · f8 чорний кінь · g8 чорний король · a7 чорний пішак · b7 чорний слон · f7 чорний пішак · g7 чорний пішак · h7 чорний пішак · b6 чорний пішак · c6 чорний ферзь · e6 чорний пішак · f6 чорний кінь · g5 білий слон · c4 білий пішак · d4 білий пішак · d3 білий слон · f3 білий кінь · h3 білий пішак · a2 білий пішак · e2 білий ферзь · f2 білий пішак · g2 білий пішак · d1 біла тура · e1 біла тура · g1 білий король | d8 чорна тура · e8 чорна тура · f8 чорний кінь · g8 чорний король · a7 чорний пішак · b7 чорний слон · f7 чорний пішак · g7 чорний пішак · h7 чорний пішак · b6 чорний пішак · c6 чорний ферзь · e6 чорний пішак · f6 чорний кінь · g5 білий слон · c4 білий пішак · d4 білий пішак · d3 білий слон · f3 білий кінь · h3 білий пішак · a2 білий пішак · e2 білий ферзь · f2 білий пішак · g2 білий пішак · d1 біла тура · e1 біла тура · g1 білий король | d8 чорна тура · e8 чорна тура · f8 чорний кінь · g8 чорний король · a7 чорний пішак · b7 чорний слон · f7 чорний пішак · g7 чорний пішак · h7 чорний пішак · b6 чорний пішак · c6 чорний ферзь · e6 чорний пішак · f6 чорний кінь · g5 білий слон · c4 білий пішак · d4 білий пішак · d3 білий слон · f3 білий кінь · h3 білий пішак · a2 білий пішак · e2 білий ферзь · f2 білий пішак · g2 білий пішак · d1 біла тура · e1 біла тура · g1 білий король | 6 |
| 5 | d8 чорна тура · e8 чорна тура · f8 чорний кінь · g8 чорний король · a7 чорний пішак · b7 чорний слон · f7 чорний пішак · g7 чорний пішак · h7 чорний пішак · b6 чорний пішак · c6 чорний ферзь · e6 чорний пішак · f6 чорний кінь · g5 білий слон · c4 білий пішак · d4 білий пішак · d3 білий слон · f3 білий кінь · h3 білий пішак · a2 білий пішак · e2 білий ферзь · f2 білий пішак · g2 білий пішак · d1 біла тура · e1 біла тура · g1 білий король | d8 чорна тура · e8 чорна тура · f8 чорний кінь · g8 чорний король · a7 чорний пішак · b7 чорний слон · f7 чорний пішак · g7 чорний пішак · h7 чорний пішак · b6 чорний пішак · c6 чорний ферзь · e6 чорний пішак · f6 чорний кінь · g5 білий слон · c4 білий пішак · d4 білий пішак · d3 білий слон · f3 білий кінь · h3 білий пішак · a2 білий пішак · e2 білий ферзь · f2 білий пішак · g2 білий пішак · d1 біла тура · e1 біла тура · g1 білий король | d8 чорна тура · e8 чорна тура · f8 чорний кінь · g8 чорний король · a7 чорний пішак · b7 чорний слон · f7 чорний пішак · g7 чорний пішак · h7 чорний пішак · b6 чорний пішак · c6 чорний ферзь · e6 чорний пішак · f6 чорний кінь · g5 білий слон · c4 білий пішак · d4 білий пішак · d3 білий слон · f3 білий кінь · h3 білий пішак · a2 білий пішак · e2 білий ферзь · f2 білий пішак · g2 білий пішак · d1 біла тура · e1 біла тура · g1 білий король | d8 чорна тура · e8 чорна тура · f8 чорний кінь · g8 чорний король · a7 чорний пішак · b7 чорний слон · f7 чорний пішак · g7 чорний пішак · h7 чорний пішак · b6 чорний пішак · c6 чорний ферзь · e6 чорний пішак · f6 чорний кінь · g5 білий слон · c4 білий пішак · d4 білий пішак · d3 білий слон · f3 білий кінь · h3 білий пішак · a2 білий пішак · e2 білий ферзь · f2 білий пішак · g2 білий пішак · d1 біла тура · e1 біла тура · g1 білий король | d8 чорна тура · e8 чорна тура · f8 чорний кінь · g8 чорний король · a7 чорний пішак · b7 чорний слон · f7 чорний пішак · g7 чорний пішак · h7 чорний пішак · b6 чорний пішак · c6 чорний ферзь · e6 чорний пішак · f6 чорний кінь · g5 білий слон · c4 білий пішак · d4 білий пішак · d3 білий слон · f3 білий кінь · h3 білий пішак · a2 білий пішак · e2 білий ферзь · f2 білий пішак · g2 білий пішак · d1 біла тура · e1 біла тура · g1 білий король | d8 чорна тура · e8 чорна тура · f8 чорний кінь · g8 чорний король · a7 чорний пішак · b7 чорний слон · f7 чорний пішак · g7 чорний пішак · h7 чорний пішак · b6 чорний пішак · c6 чорний ферзь · e6 чорний пішак · f6 чорний кінь · g5 білий слон · c4 білий пішак · d4 білий пішак · d3 білий слон · f3 білий кінь · h3 білий пішак · a2 білий пішак · e2 білий ферзь · f2 білий пішак · g2 білий пішак · d1 біла тура · e1 біла тура · g1 білий король | d8 чорна тура · e8 чорна тура · f8 чорний кінь · g8 чорний король · a7 чорний пішак · b7 чорний слон · f7 чорний пішак · g7 чорний пішак · h7 чорний пішак · b6 чорний пішак · c6 чорний ферзь · e6 чорний пішак · f6 чорний кінь · g5 білий слон · c4 білий пішак · d4 білий пішак · d3 білий слон · f3 білий кінь · h3 білий пішак · a2 білий пішак · e2 білий ферзь · f2 білий пішак · g2 білий пішак · d1 біла тура · e1 біла тура · g1 білий король | d8 чорна тура · e8 чорна тура · f8 чорний кінь · g8 чорний король · a7 чорний пішак · b7 чорний слон · f7 чорний пішак · g7 чорний пішак · h7 чорний пішак · b6 чорний пішак · c6 чорний ферзь · e6 чорний пішак · f6 чорний кінь · g5 білий слон · c4 білий пішак · d4 білий пішак · d3 білий слон · f3 білий кінь · h3 білий пішак · a2 білий пішак · e2 білий ферзь · f2 білий пішак · g2 білий пішак · d1 біла тура · e1 біла тура · g1 білий король | 5 |
| 4 | d8 чорна тура · e8 чорна тура · f8 чорний кінь · g8 чорний король · a7 чорний пішак · b7 чорний слон · f7 чорний пішак · g7 чорний пішак · h7 чорний пішак · b6 чорний пішак · c6 чорний ферзь · e6 чорний пішак · f6 чорний кінь · g5 білий слон · c4 білий пішак · d4 білий пішак · d3 білий слон · f3 білий кінь · h3 білий пішак · a2 білий пішак · e2 білий ферзь · f2 білий пішак · g2 білий пішак · d1 біла тура · e1 біла тура · g1 білий король | d8 чорна тура · e8 чорна тура · f8 чорний кінь · g8 чорний король · a7 чорний пішак · b7 чорний слон · f7 чорний пішак · g7 чорний пішак · h7 чорний пішак · b6 чорний пішак · c6 чорний ферзь · e6 чорний пішак · f6 чорний кінь · g5 білий слон · c4 білий пішак · d4 білий пішак · d3 білий слон · f3 білий кінь · h3 білий пішак · a2 білий пішак · e2 білий ферзь · f2 білий пішак · g2 білий пішак · d1 біла тура · e1 біла тура · g1 білий король | d8 чорна тура · e8 чорна тура · f8 чорний кінь · g8 чорний король · a7 чорний пішак · b7 чорний слон · f7 чорний пішак · g7 чорний пішак · h7 чорний пішак · b6 чорний пішак · c6 чорний ферзь · e6 чорний пішак · f6 чорний кінь · g5 білий слон · c4 білий пішак · d4 білий пішак · d3 білий слон · f3 білий кінь · h3 білий пішак · a2 білий пішак · e2 білий ферзь · f2 білий пішак · g2 білий пішак · d1 біла тура · e1 біла тура · g1 білий король | d8 чорна тура · e8 чорна тура · f8 чорний кінь · g8 чорний король · a7 чорний пішак · b7 чорний слон · f7 чорний пішак · g7 чорний пішак · h7 чорний пішак · b6 чорний пішак · c6 чорний ферзь · e6 чорний пішак · f6 чорний кінь · g5 білий слон · c4 білий пішак · d4 білий пішак · d3 білий слон · f3 білий кінь · h3 білий пішак · a2 білий пішак · e2 білий ферзь · f2 білий пішак · g2 білий пішак · d1 біла тура · e1 біла тура · g1 білий король | d8 чорна тура · e8 чорна тура · f8 чорний кінь · g8 чорний король · a7 чорний пішак · b7 чорний слон · f7 чорний пішак · g7 чорний пішак · h7 чорний пішак · b6 чорний пішак · c6 чорний ферзь · e6 чорний пішак · f6 чорний кінь · g5 білий слон · c4 білий пішак · d4 білий пішак · d3 білий слон · f3 білий кінь · h3 білий пішак · a2 білий пішак · e2 білий ферзь · f2 білий пішак · g2 білий пішак · d1 біла тура · e1 біла тура · g1 білий король | d8 чорна тура · e8 чорна тура · f8 чорний кінь · g8 чорний король · a7 чорний пішак · b7 чорний слон · f7 чорний пішак · g7 чорний пішак · h7 чорний пішак · b6 чорний пішак · c6 чорний ферзь · e6 чорний пішак · f6 чорний кінь · g5 білий слон · c4 білий пішак · d4 білий пішак · d3 білий слон · f3 білий кінь · h3 білий пішак · a2 білий пішак · e2 білий ферзь · f2 білий пішак · g2 білий пішак · d1 біла тура · e1 біла тура · g1 білий король | d8 чорна тура · e8 чорна тура · f8 чорний кінь · g8 чорний король · a7 чорний пішак · b7 чорний слон · f7 чорний пішак · g7 чорний пішак · h7 чорний пішак · b6 чорний пішак · c6 чорний ферзь · e6 чорний пішак · f6 чорний кінь · g5 білий слон · c4 білий пішак · d4 білий пішак · d3 білий слон · f3 білий кінь · h3 білий пішак · a2 білий пішак · e2 білий ферзь · f2 білий пішак · g2 білий пішак · d1 біла тура · e1 біла тура · g1 білий король | d8 чорна тура · e8 чорна тура · f8 чорний кінь · g8 чорний король · a7 чорний пішак · b7 чорний слон · f7 чорний пішак · g7 чорний пішак · h7 чорний пішак · b6 чорний пішак · c6 чорний ферзь · e6 чорний пішак · f6 чорний кінь · g5 білий слон · c4 білий пішак · d4 білий пішак · d3 білий слон · f3 білий кінь · h3 білий пішак · a2 білий пішак · e2 білий ферзь · f2 білий пішак · g2 білий пішак · d1 біла тура · e1 біла тура · g1 білий король | 4 |
| 3 | d8 чорна тура · e8 чорна тура · f8 чорний кінь · g8 чорний король · a7 чорний пішак · b7 чорний слон · f7 чорний пішак · g7 чорний пішак · h7 чорний пішак · b6 чорний пішак · c6 чорний ферзь · e6 чорний пішак · f6 чорний кінь · g5 білий слон · c4 білий пішак · d4 білий пішак · d3 білий слон · f3 білий кінь · h3 білий пішак · a2 білий пішак · e2 білий ферзь · f2 білий пішак · g2 білий пішак · d1 біла тура · e1 біла тура · g1 білий король | d8 чорна тура · e8 чорна тура · f8 чорний кінь · g8 чорний король · a7 чорний пішак · b7 чорний слон · f7 чорний пішак · g7 чорний пішак · h7 чорний пішак · b6 чорний пішак · c6 чорний ферзь · e6 чорний пішак · f6 чорний кінь · g5 білий слон · c4 білий пішак · d4 білий пішак · d3 білий слон · f3 білий кінь · h3 білий пішак · a2 білий пішак · e2 білий ферзь · f2 білий пішак · g2 білий пішак · d1 біла тура · e1 біла тура · g1 білий король | d8 чорна тура · e8 чорна тура · f8 чорний кінь · g8 чорний король · a7 чорний пішак · b7 чорний слон · f7 чорний пішак · g7 чорний пішак · h7 чорний пішак · b6 чорний пішак · c6 чорний ферзь · e6 чорний пішак · f6 чорний кінь · g5 білий слон · c4 білий пішак · d4 білий пішак · d3 білий слон · f3 білий кінь · h3 білий пішак · a2 білий пішак · e2 білий ферзь · f2 білий пішак · g2 білий пішак · d1 біла тура · e1 біла тура · g1 білий король | d8 чорна тура · e8 чорна тура · f8 чорний кінь · g8 чорний король · a7 чорний пішак · b7 чорний слон · f7 чорний пішак · g7 чорний пішак · h7 чорний пішак · b6 чорний пішак · c6 чорний ферзь · e6 чорний пішак · f6 чорний кінь · g5 білий слон · c4 білий пішак · d4 білий пішак · d3 білий слон · f3 білий кінь · h3 білий пішак · a2 білий пішак · e2 білий ферзь · f2 білий пішак · g2 білий пішак · d1 біла тура · e1 біла тура · g1 білий король | d8 чорна тура · e8 чорна тура · f8 чорний кінь · g8 чорний король · a7 чорний пішак · b7 чорний слон · f7 чорний пішак · g7 чорний пішак · h7 чорний пішак · b6 чорний пішак · c6 чорний ферзь · e6 чорний пішак · f6 чорний кінь · g5 білий слон · c4 білий пішак · d4 білий пішак · d3 білий слон · f3 білий кінь · h3 білий пішак · a2 білий пішак · e2 білий ферзь · f2 білий пішак · g2 білий пішак · d1 біла тура · e1 біла тура · g1 білий король | d8 чорна тура · e8 чорна тура · f8 чорний кінь · g8 чорний король · a7 чорний пішак · b7 чорний слон · f7 чорний пішак · g7 чорний пішак · h7 чорний пішак · b6 чорний пішак · c6 чорний ферзь · e6 чорний пішак · f6 чорний кінь · g5 білий слон · c4 білий пішак · d4 білий пішак · d3 білий слон · f3 білий кінь · h3 білий пішак · a2 білий пішак · e2 білий ферзь · f2 білий пішак · g2 білий пішак · d1 біла тура · e1 біла тура · g1 білий король | d8 чорна тура · e8 чорна тура · f8 чорний кінь · g8 чорний король · a7 чорний пішак · b7 чорний слон · f7 чорний пішак · g7 чорний пішак · h7 чорний пішак · b6 чорний пішак · c6 чорний ферзь · e6 чорний пішак · f6 чорний кінь · g5 білий слон · c4 білий пішак · d4 білий пішак · d3 білий слон · f3 білий кінь · h3 білий пішак · a2 білий пішак · e2 білий ферзь · f2 білий пішак · g2 білий пішак · d1 біла тура · e1 біла тура · g1 білий король | d8 чорна тура · e8 чорна тура · f8 чорний кінь · g8 чорний король · a7 чорний пішак · b7 чорний слон · f7 чорний пішак · g7 чорний пішак · h7 чорний пішак · b6 чорний пішак · c6 чорний ферзь · e6 чорний пішак · f6 чорний кінь · g5 білий слон · c4 білий пішак · d4 білий пішак · d3 білий слон · f3 білий кінь · h3 білий пішак · a2 білий пішак · e2 білий ферзь · f2 білий пішак · g2 білий пішак · d1 біла тура · e1 біла тура · g1 білий король | 3 |
| 2 | d8 чорна тура · e8 чорна тура · f8 чорний кінь · g8 чорний король · a7 чорний пішак · b7 чорний слон · f7 чорний пішак · g7 чорний пішак · h7 чорний пішак · b6 чорний пішак · c6 чорний ферзь · e6 чорний пішак · f6 чорний кінь · g5 білий слон · c4 білий пішак · d4 білий пішак · d3 білий слон · f3 білий кінь · h3 білий пішак · a2 білий пішак · e2 білий ферзь · f2 білий пішак · g2 білий пішак · d1 біла тура · e1 біла тура · g1 білий король | d8 чорна тура · e8 чорна тура · f8 чорний кінь · g8 чорний король · a7 чорний пішак · b7 чорний слон · f7 чорний пішак · g7 чорний пішак · h7 чорний пішак · b6 чорний пішак · c6 чорний ферзь · e6 чорний пішак · f6 чорний кінь · g5 білий слон · c4 білий пішак · d4 білий пішак · d3 білий слон · f3 білий кінь · h3 білий пішак · a2 білий пішак · e2 білий ферзь · f2 білий пішак · g2 білий пішак · d1 біла тура · e1 біла тура · g1 білий король | d8 чорна тура · e8 чорна тура · f8 чорний кінь · g8 чорний король · a7 чорний пішак · b7 чорний слон · f7 чорний пішак · g7 чорний пішак · h7 чорний пішак · b6 чорний пішак · c6 чорний ферзь · e6 чорний пішак · f6 чорний кінь · g5 білий слон · c4 білий пішак · d4 білий пішак · d3 білий слон · f3 білий кінь · h3 білий пішак · a2 білий пішак · e2 білий ферзь · f2 білий пішак · g2 білий пішак · d1 біла тура · e1 біла тура · g1 білий король | d8 чорна тура · e8 чорна тура · f8 чорний кінь · g8 чорний король · a7 чорний пішак · b7 чорний слон · f7 чорний пішак · g7 чорний пішак · h7 чорний пішак · b6 чорний пішак · c6 чорний ферзь · e6 чорний пішак · f6 чорний кінь · g5 білий слон · c4 білий пішак · d4 білий пішак · d3 білий слон · f3 білий кінь · h3 білий пішак · a2 білий пішак · e2 білий ферзь · f2 білий пішак · g2 білий пішак · d1 біла тура · e1 біла тура · g1 білий король | d8 чорна тура · e8 чорна тура · f8 чорний кінь · g8 чорний король · a7 чорний пішак · b7 чорний слон · f7 чорний пішак · g7 чорний пішак · h7 чорний пішак · b6 чорний пішак · c6 чорний ферзь · e6 чорний пішак · f6 чорний кінь · g5 білий слон · c4 білий пішак · d4 білий пішак · d3 білий слон · f3 білий кінь · h3 білий пішак · a2 білий пішак · e2 білий ферзь · f2 білий пішак · g2 білий пішак · d1 біла тура · e1 біла тура · g1 білий король | d8 чорна тура · e8 чорна тура · f8 чорний кінь · g8 чорний король · a7 чорний пішак · b7 чорний слон · f7 чорний пішак · g7 чорний пішак · h7 чорний пішак · b6 чорний пішак · c6 чорний ферзь · e6 чорний пішак · f6 чорний кінь · g5 білий слон · c4 білий пішак · d4 білий пішак · d3 білий слон · f3 білий кінь · h3 білий пішак · a2 білий пішак · e2 білий ферзь · f2 білий пішак · g2 білий пішак · d1 біла тура · e1 біла тура · g1 білий король | d8 чорна тура · e8 чорна тура · f8 чорний кінь · g8 чорний король · a7 чорний пішак · b7 чорний слон · f7 чорний пішак · g7 чорний пішак · h7 чорний пішак · b6 чорний пішак · c6 чорний ферзь · e6 чорний пішак · f6 чорний кінь · g5 білий слон · c4 білий пішак · d4 білий пішак · d3 білий слон · f3 білий кінь · h3 білий пішак · a2 білий пішак · e2 білий ферзь · f2 білий пішак · g2 білий пішак · d1 біла тура · e1 біла тура · g1 білий король | d8 чорна тура · e8 чорна тура · f8 чорний кінь · g8 чорний король · a7 чорний пішак · b7 чорний слон · f7 чорний пішак · g7 чорний пішак · h7 чорний пішак · b6 чорний пішак · c6 чорний ферзь · e6 чорний пішак · f6 чорний кінь · g5 білий слон · c4 білий пішак · d4 білий пішак · d3 білий слон · f3 білий кінь · h3 білий пішак · a2 білий пішак · e2 білий ферзь · f2 білий пішак · g2 білий пішак · d1 біла тура · e1 біла тура · g1 білий король | 2 |
| 1 | d8 чорна тура · e8 чорна тура · f8 чорний кінь · g8 чорний король · a7 чорний пішак · b7 чорний слон · f7 чорний пішак · g7 чорний пішак · h7 чорний пішак · b6 чорний пішак · c6 чорний ферзь · e6 чорний пішак · f6 чорний кінь · g5 білий слон · c4 білий пішак · d4 білий пішак · d3 білий слон · f3 білий кінь · h3 білий пішак · a2 білий пішак · e2 білий ферзь · f2 білий пішак · g2 білий пішак · d1 біла тура · e1 біла тура · g1 білий король | d8 чорна тура · e8 чорна тура · f8 чорний кінь · g8 чорний король · a7 чорний пішак · b7 чорний слон · f7 чорний пішак · g7 чорний пішак · h7 чорний пішак · b6 чорний пішак · c6 чорний ферзь · e6 чорний пішак · f6 чорний кінь · g5 білий слон · c4 білий пішак · d4 білий пішак · d3 білий слон · f3 білий кінь · h3 білий пішак · a2 білий пішак · e2 білий ферзь · f2 білий пішак · g2 білий пішак · d1 біла тура · e1 біла тура · g1 білий король | d8 чорна тура · e8 чорна тура · f8 чорний кінь · g8 чорний король · a7 чорний пішак · b7 чорний слон · f7 чорний пішак · g7 чорний пішак · h7 чорний пішак · b6 чорний пішак · c6 чорний ферзь · e6 чорний пішак · f6 чорний кінь · g5 білий слон · c4 білий пішак · d4 білий пішак · d3 білий слон · f3 білий кінь · h3 білий пішак · a2 білий пішак · e2 білий ферзь · f2 білий пішак · g2 білий пішак · d1 біла тура · e1 біла тура · g1 білий король | d8 чорна тура · e8 чорна тура · f8 чорний кінь · g8 чорний король · a7 чорний пішак · b7 чорний слон · f7 чорний пішак · g7 чорний пішак · h7 чорний пішак · b6 чорний пішак · c6 чорний ферзь · e6 чорний пішак · f6 чорний кінь · g5 білий слон · c4 білий пішак · d4 білий пішак · d3 білий слон · f3 білий кінь · h3 білий пішак · a2 білий пішак · e2 білий ферзь · f2 білий пішак · g2 білий пішак · d1 біла тура · e1 біла тура · g1 білий король | d8 чорна тура · e8 чорна тура · f8 чорний кінь · g8 чорний король · a7 чорний пішак · b7 чорний слон · f7 чорний пішак · g7 чорний пішак · h7 чорний пішак · b6 чорний пішак · c6 чорний ферзь · e6 чорний пішак · f6 чорний кінь · g5 білий слон · c4 білий пішак · d4 білий пішак · d3 білий слон · f3 білий кінь · h3 білий пішак · a2 білий пішак · e2 білий ферзь · f2 білий пішак · g2 білий пішак · d1 біла тура · e1 біла тура · g1 білий король | d8 чорна тура · e8 чорна тура · f8 чорний кінь · g8 чорний король · a7 чорний пішак · b7 чорний слон · f7 чорний пішак · g7 чорний пішак · h7 чорний пішак · b6 чорний пішак · c6 чорний ферзь · e6 чорний пішак · f6 чорний кінь · g5 білий слон · c4 білий пішак · d4 білий пішак · d3 білий слон · f3 білий кінь · h3 білий пішак · a2 білий пішак · e2 білий ферзь · f2 білий пішак · g2 білий пішак · d1 біла тура · e1 біла тура · g1 білий король | d8 чорна тура · e8 чорна тура · f8 чорний кінь · g8 чорний король · a7 чорний пішак · b7 чорний слон · f7 чорний пішак · g7 чорний пішак · h7 чорний пішак · b6 чорний пішак · c6 чорний ферзь · e6 чорний пішак · f6 чорний кінь · g5 білий слон · c4 білий пішак · d4 білий пішак · d3 білий слон · f3 білий кінь · h3 білий пішак · a2 білий пішак · e2 білий ферзь · f2 білий пішак · g2 білий пішак · d1 біла тура · e1 біла тура · g1 білий король | d8 чорна тура · e8 чорна тура · f8 чорний кінь · g8 чорний король · a7 чорний пішак · b7 чорний слон · f7 чорний пішак · g7 чорний пішак · h7 чорний пішак · b6 чорний пішак · c6 чорний ферзь · e6 чорний пішак · f6 чорний кінь · g5 білий слон · c4 білий пішак · d4 білий пішак · d3 білий слон · f3 білий кінь · h3 білий пішак · a2 білий пішак · e2 білий ферзь · f2 білий пішак · g2 білий пішак · d1 біла тура · e1 біла тура · g1 білий король | 1 |
|   | a | b | c | d | e | f | g | h |   |

|   | a | b | c | d | e | f | g | h |   |
| 8 | a8 чорна тура · e8 чорна тура · f8 чорний кінь · h8 чорний король · a7 чорний пішак · b7 чорний слон · d7 чорний кінь · g7 чорний пішак · b6 чорний пішак · c6 чорний ферзь · e6 чорний пішак · f6 чорний пішак · h6 чорний пішак · h5 білий пішак · c4 білий пішак · d4 білий пішак · d3 білий слон · f3 білий кінь · g3 білий ферзь · a2 білий пішак · f2 білий пішак · g2 білий пішак · c1 білий слон · d1 біла тура · e1 біла тура · g1 білий король | a8 чорна тура · e8 чорна тура · f8 чорний кінь · h8 чорний король · a7 чорний пішак · b7 чорний слон · d7 чорний кінь · g7 чорний пішак · b6 чорний пішак · c6 чорний ферзь · e6 чорний пішак · f6 чорний пішак · h6 чорний пішак · h5 білий пішак · c4 білий пішак · d4 білий пішак · d3 білий слон · f3 білий кінь · g3 білий ферзь · a2 білий пішак · f2 білий пішак · g2 білий пішак · c1 білий слон · d1 біла тура · e1 біла тура · g1 білий король | a8 чорна тура · e8 чорна тура · f8 чорний кінь · h8 чорний король · a7 чорний пішак · b7 чорний слон · d7 чорний кінь · g7 чорний пішак · b6 чорний пішак · c6 чорний ферзь · e6 чорний пішак · f6 чорний пішак · h6 чорний пішак · h5 білий пішак · c4 білий пішак · d4 білий пішак · d3 білий слон · f3 білий кінь · g3 білий ферзь · a2 білий пішак · f2 білий пішак · g2 білий пішак · c1 білий слон · d1 біла тура · e1 біла тура · g1 білий король | a8 чорна тура · e8 чорна тура · f8 чорний кінь · h8 чорний король · a7 чорний пішак · b7 чорний слон · d7 чорний кінь · g7 чорний пішак · b6 чорний пішак · c6 чорний ферзь · e6 чорний пішак · f6 чорний пішак · h6 чорний пішак · h5 білий пішак · c4 білий пішак · d4 білий пішак · d3 білий слон · f3 білий кінь · g3 білий ферзь · a2 білий пішак · f2 білий пішак · g2 білий пішак · c1 білий слон · d1 біла тура · e1 біла тура · g1 білий король | a8 чорна тура · e8 чорна тура · f8 чорний кінь · h8 чорний король · a7 чорний пішак · b7 чорний слон · d7 чорний кінь · g7 чорний пішак · b6 чорний пішак · c6 чорний ферзь · e6 чорний пішак · f6 чорний пішак · h6 чорний пішак · h5 білий пішак · c4 білий пішак · d4 білий пішак · d3 білий слон · f3 білий кінь · g3 білий ферзь · a2 білий пішак · f2 білий пішак · g2 білий пішак · c1 білий слон · d1 біла тура · e1 біла тура · g1 білий король | a8 чорна тура · e8 чорна тура · f8 чорний кінь · h8 чорний король · a7 чорний пішак · b7 чорний слон · d7 чорний кінь · g7 чорний пішак · b6 чорний пішак · c6 чорний ферзь · e6 чорний пішак · f6 чорний пішак · h6 чорний пішак · h5 білий пішак · c4 білий пішак · d4 білий пішак · d3 білий слон · f3 білий кінь · g3 білий ферзь · a2 білий пішак · f2 білий пішак · g2 білий пішак · c1 білий слон · d1 біла тура · e1 біла тура · g1 білий король | a8 чорна тура · e8 чорна тура · f8 чорний кінь · h8 чорний король · a7 чорний пішак · b7 чорний слон · d7 чорний кінь · g7 чорний пішак · b6 чорний пішак · c6 чорний ферзь · e6 чорний пішак · f6 чорний пішак · h6 чорний пішак · h5 білий пішак · c4 білий пішак · d4 білий пішак · d3 білий слон · f3 білий кінь · g3 білий ферзь · a2 білий пішак · f2 білий пішак · g2 білий пішак · c1 білий слон · d1 біла тура · e1 біла тура · g1 білий король | a8 чорна тура · e8 чорна тура · f8 чорний кінь · h8 чорний король · a7 чорний пішак · b7 чорний слон · d7 чорний кінь · g7 чорний пішак · b6 чорний пішак · c6 чорний ферзь · e6 чорний пішак · f6 чорний пішак · h6 чорний пішак · h5 білий пішак · c4 білий пішак · d4 білий пішак · d3 білий слон · f3 білий кінь · g3 білий ферзь · a2 білий пішак · f2 білий пішак · g2 білий пішак · c1 білий слон · d1 біла тура · e1 біла тура · g1 білий король | 8 |
| 7 | a8 чорна тура · e8 чорна тура · f8 чорний кінь · h8 чорний король · a7 чорний пішак · b7 чорний слон · d7 чорний кінь · g7 чорний пішак · b6 чорний пішак · c6 чорний ферзь · e6 чорний пішак · f6 чорний пішак · h6 чорний пішак · h5 білий пішак · c4 білий пішак · d4 білий пішак · d3 білий слон · f3 білий кінь · g3 білий ферзь · a2 білий пішак · f2 білий пішак · g2 білий пішак · c1 білий слон · d1 біла тура · e1 біла тура · g1 білий король | a8 чорна тура · e8 чорна тура · f8 чорний кінь · h8 чорний король · a7 чорний пішак · b7 чорний слон · d7 чорний кінь · g7 чорний пішак · b6 чорний пішак · c6 чорний ферзь · e6 чорний пішак · f6 чорний пішак · h6 чорний пішак · h5 білий пішак · c4 білий пішак · d4 білий пішак · d3 білий слон · f3 білий кінь · g3 білий ферзь · a2 білий пішак · f2 білий пішак · g2 білий пішак · c1 білий слон · d1 біла тура · e1 біла тура · g1 білий король | a8 чорна тура · e8 чорна тура · f8 чорний кінь · h8 чорний король · a7 чорний пішак · b7 чорний слон · d7 чорний кінь · g7 чорний пішак · b6 чорний пішак · c6 чорний ферзь · e6 чорний пішак · f6 чорний пішак · h6 чорний пішак · h5 білий пішак · c4 білий пішак · d4 білий пішак · d3 білий слон · f3 білий кінь · g3 білий ферзь · a2 білий пішак · f2 білий пішак · g2 білий пішак · c1 білий слон · d1 біла тура · e1 біла тура · g1 білий король | a8 чорна тура · e8 чорна тура · f8 чорний кінь · h8 чорний король · a7 чорний пішак · b7 чорний слон · d7 чорний кінь · g7 чорний пішак · b6 чорний пішак · c6 чорний ферзь · e6 чорний пішак · f6 чорний пішак · h6 чорний пішак · h5 білий пішак · c4 білий пішак · d4 білий пішак · d3 білий слон · f3 білий кінь · g3 білий ферзь · a2 білий пішак · f2 білий пішак · g2 білий пішак · c1 білий слон · d1 біла тура · e1 біла тура · g1 білий король | a8 чорна тура · e8 чорна тура · f8 чорний кінь · h8 чорний король · a7 чорний пішак · b7 чорний слон · d7 чорний кінь · g7 чорний пішак · b6 чорний пішак · c6 чорний ферзь · e6 чорний пішак · f6 чорний пішак · h6 чорний пішак · h5 білий пішак · c4 білий пішак · d4 білий пішак · d3 білий слон · f3 білий кінь · g3 білий ферзь · a2 білий пішак · f2 білий пішак · g2 білий пішак · c1 білий слон · d1 біла тура · e1 біла тура · g1 білий король | a8 чорна тура · e8 чорна тура · f8 чорний кінь · h8 чорний король · a7 чорний пішак · b7 чорний слон · d7 чорний кінь · g7 чорний пішак · b6 чорний пішак · c6 чорний ферзь · e6 чорний пішак · f6 чорний пішак · h6 чорний пішак · h5 білий пішак · c4 білий пішак · d4 білий пішак · d3 білий слон · f3 білий кінь · g3 білий ферзь · a2 білий пішак · f2 білий пішак · g2 білий пішак · c1 білий слон · d1 біла тура · e1 біла тура · g1 білий король | a8 чорна тура · e8 чорна тура · f8 чорний кінь · h8 чорний король · a7 чорний пішак · b7 чорний слон · d7 чорний кінь · g7 чорний пішак · b6 чорний пішак · c6 чорний ферзь · e6 чорний пішак · f6 чорний пішак · h6 чорний пішак · h5 білий пішак · c4 білий пішак · d4 білий пішак · d3 білий слон · f3 білий кінь · g3 білий ферзь · a2 білий пішак · f2 білий пішак · g2 білий пішак · c1 білий слон · d1 біла тура · e1 біла тура · g1 білий король | a8 чорна тура · e8 чорна тура · f8 чорний кінь · h8 чорний король · a7 чорний пішак · b7 чорний слон · d7 чорний кінь · g7 чорний пішак · b6 чорний пішак · c6 чорний ферзь · e6 чорний пішак · f6 чорний пішак · h6 чорний пішак · h5 білий пішак · c4 білий пішак · d4 білий пішак · d3 білий слон · f3 білий кінь · g3 білий ферзь · a2 білий пішак · f2 білий пішак · g2 білий пішак · c1 білий слон · d1 біла тура · e1 біла тура · g1 білий король | 7 |
| 6 | a8 чорна тура · e8 чорна тура · f8 чорний кінь · h8 чорний король · a7 чорний пішак · b7 чорний слон · d7 чорний кінь · g7 чорний пішак · b6 чорний пішак · c6 чорний ферзь · e6 чорний пішак · f6 чорний пішак · h6 чорний пішак · h5 білий пішак · c4 білий пішак · d4 білий пішак · d3 білий слон · f3 білий кінь · g3 білий ферзь · a2 білий пішак · f2 білий пішак · g2 білий пішак · c1 білий слон · d1 біла тура · e1 біла тура · g1 білий король | a8 чорна тура · e8 чорна тура · f8 чорний кінь · h8 чорний король · a7 чорний пішак · b7 чорний слон · d7 чорний кінь · g7 чорний пішак · b6 чорний пішак · c6 чорний ферзь · e6 чорний пішак · f6 чорний пішак · h6 чорний пішак · h5 білий пішак · c4 білий пішак · d4 білий пішак · d3 білий слон · f3 білий кінь · g3 білий ферзь · a2 білий пішак · f2 білий пішак · g2 білий пішак · c1 білий слон · d1 біла тура · e1 біла тура · g1 білий король | a8 чорна тура · e8 чорна тура · f8 чорний кінь · h8 чорний король · a7 чорний пішак · b7 чорний слон · d7 чорний кінь · g7 чорний пішак · b6 чорний пішак · c6 чорний ферзь · e6 чорний пішак · f6 чорний пішак · h6 чорний пішак · h5 білий пішак · c4 білий пішак · d4 білий пішак · d3 білий слон · f3 білий кінь · g3 білий ферзь · a2 білий пішак · f2 білий пішак · g2 білий пішак · c1 білий слон · d1 біла тура · e1 біла тура · g1 білий король | a8 чорна тура · e8 чорна тура · f8 чорний кінь · h8 чорний король · a7 чорний пішак · b7 чорний слон · d7 чорний кінь · g7 чорний пішак · b6 чорний пішак · c6 чорний ферзь · e6 чорний пішак · f6 чорний пішак · h6 чорний пішак · h5 білий пішак · c4 білий пішак · d4 білий пішак · d3 білий слон · f3 білий кінь · g3 білий ферзь · a2 білий пішак · f2 білий пішак · g2 білий пішак · c1 білий слон · d1 біла тура · e1 біла тура · g1 білий король | a8 чорна тура · e8 чорна тура · f8 чорний кінь · h8 чорний король · a7 чорний пішак · b7 чорний слон · d7 чорний кінь · g7 чорний пішак · b6 чорний пішак · c6 чорний ферзь · e6 чорний пішак · f6 чорний пішак · h6 чорний пішак · h5 білий пішак · c4 білий пішак · d4 білий пішак · d3 білий слон · f3 білий кінь · g3 білий ферзь · a2 білий пішак · f2 білий пішак · g2 білий пішак · c1 білий слон · d1 біла тура · e1 біла тура · g1 білий король | a8 чорна тура · e8 чорна тура · f8 чорний кінь · h8 чорний король · a7 чорний пішак · b7 чорний слон · d7 чорний кінь · g7 чорний пішак · b6 чорний пішак · c6 чорний ферзь · e6 чорний пішак · f6 чорний пішак · h6 чорний пішак · h5 білий пішак · c4 білий пішак · d4 білий пішак · d3 білий слон · f3 білий кінь · g3 білий ферзь · a2 білий пішак · f2 білий пішак · g2 білий пішак · c1 білий слон · d1 біла тура · e1 біла тура · g1 білий король | a8 чорна тура · e8 чорна тура · f8 чорний кінь · h8 чорний король · a7 чорний пішак · b7 чорний слон · d7 чорний кінь · g7 чорний пішак · b6 чорний пішак · c6 чорний ферзь · e6 чорний пішак · f6 чорний пішак · h6 чорний пішак · h5 білий пішак · c4 білий пішак · d4 білий пішак · d3 білий слон · f3 білий кінь · g3 білий ферзь · a2 білий пішак · f2 білий пішак · g2 білий пішак · c1 білий слон · d1 біла тура · e1 біла тура · g1 білий король | a8 чорна тура · e8 чорна тура · f8 чорний кінь · h8 чорний король · a7 чорний пішак · b7 чорний слон · d7 чорний кінь · g7 чорний пішак · b6 чорний пішак · c6 чорний ферзь · e6 чорний пішак · f6 чорний пішак · h6 чорний пішак · h5 білий пішак · c4 білий пішак · d4 білий пішак · d3 білий слон · f3 білий кінь · g3 білий ферзь · a2 білий пішак · f2 білий пішак · g2 білий пішак · c1 білий слон · d1 біла тура · e1 біла тура · g1 білий король | 6 |
| 5 | a8 чорна тура · e8 чорна тура · f8 чорний кінь · h8 чорний король · a7 чорний пішак · b7 чорний слон · d7 чорний кінь · g7 чорний пішак · b6 чорний пішак · c6 чорний ферзь · e6 чорний пішак · f6 чорний пішак · h6 чорний пішак · h5 білий пішак · c4 білий пішак · d4 білий пішак · d3 білий слон · f3 білий кінь · g3 білий ферзь · a2 білий пішак · f2 білий пішак · g2 білий пішак · c1 білий слон · d1 біла тура · e1 біла тура · g1 білий король | a8 чорна тура · e8 чорна тура · f8 чорний кінь · h8 чорний король · a7 чорний пішак · b7 чорний слон · d7 чорний кінь · g7 чорний пішак · b6 чорний пішак · c6 чорний ферзь · e6 чорний пішак · f6 чорний пішак · h6 чорний пішак · h5 білий пішак · c4 білий пішак · d4 білий пішак · d3 білий слон · f3 білий кінь · g3 білий ферзь · a2 білий пішак · f2 білий пішак · g2 білий пішак · c1 білий слон · d1 біла тура · e1 біла тура · g1 білий король | a8 чорна тура · e8 чорна тура · f8 чорний кінь · h8 чорний король · a7 чорний пішак · b7 чорний слон · d7 чорний кінь · g7 чорний пішак · b6 чорний пішак · c6 чорний ферзь · e6 чорний пішак · f6 чорний пішак · h6 чорний пішак · h5 білий пішак · c4 білий пішак · d4 білий пішак · d3 білий слон · f3 білий кінь · g3 білий ферзь · a2 білий пішак · f2 білий пішак · g2 білий пішак · c1 білий слон · d1 біла тура · e1 біла тура · g1 білий король | a8 чорна тура · e8 чорна тура · f8 чорний кінь · h8 чорний король · a7 чорний пішак · b7 чорний слон · d7 чорний кінь · g7 чорний пішак · b6 чорний пішак · c6 чорний ферзь · e6 чорний пішак · f6 чорний пішак · h6 чорний пішак · h5 білий пішак · c4 білий пішак · d4 білий пішак · d3 білий слон · f3 білий кінь · g3 білий ферзь · a2 білий пішак · f2 білий пішак · g2 білий пішак · c1 білий слон · d1 біла тура · e1 біла тура · g1 білий король | a8 чорна тура · e8 чорна тура · f8 чорний кінь · h8 чорний король · a7 чорний пішак · b7 чорний слон · d7 чорний кінь · g7 чорний пішак · b6 чорний пішак · c6 чорний ферзь · e6 чорний пішак · f6 чорний пішак · h6 чорний пішак · h5 білий пішак · c4 білий пішак · d4 білий пішак · d3 білий слон · f3 білий кінь · g3 білий ферзь · a2 білий пішак · f2 білий пішак · g2 білий пішак · c1 білий слон · d1 біла тура · e1 біла тура · g1 білий король | a8 чорна тура · e8 чорна тура · f8 чорний кінь · h8 чорний король · a7 чорний пішак · b7 чорний слон · d7 чорний кінь · g7 чорний пішак · b6 чорний пішак · c6 чорний ферзь · e6 чорний пішак · f6 чорний пішак · h6 чорний пішак · h5 білий пішак · c4 білий пішак · d4 білий пішак · d3 білий слон · f3 білий кінь · g3 білий ферзь · a2 білий пішак · f2 білий пішак · g2 білий пішак · c1 білий слон · d1 біла тура · e1 біла тура · g1 білий король | a8 чорна тура · e8 чорна тура · f8 чорний кінь · h8 чорний король · a7 чорний пішак · b7 чорний слон · d7 чорний кінь · g7 чорний пішак · b6 чорний пішак · c6 чорний ферзь · e6 чорний пішак · f6 чорний пішак · h6 чорний пішак · h5 білий пішак · c4 білий пішак · d4 білий пішак · d3 білий слон · f3 білий кінь · g3 білий ферзь · a2 білий пішак · f2 білий пішак · g2 білий пішак · c1 білий слон · d1 біла тура · e1 біла тура · g1 білий король | a8 чорна тура · e8 чорна тура · f8 чорний кінь · h8 чорний король · a7 чорний пішак · b7 чорний слон · d7 чорний кінь · g7 чорний пішак · b6 чорний пішак · c6 чорний ферзь · e6 чорний пішак · f6 чорний пішак · h6 чорний пішак · h5 білий пішак · c4 білий пішак · d4 білий пішак · d3 білий слон · f3 білий кінь · g3 білий ферзь · a2 білий пішак · f2 білий пішак · g2 білий пішак · c1 білий слон · d1 біла тура · e1 біла тура · g1 білий король | 5 |
| 4 | a8 чорна тура · e8 чорна тура · f8 чорний кінь · h8 чорний король · a7 чорний пішак · b7 чорний слон · d7 чорний кінь · g7 чорний пішак · b6 чорний пішак · c6 чорний ферзь · e6 чорний пішак · f6 чорний пішак · h6 чорний пішак · h5 білий пішак · c4 білий пішак · d4 білий пішак · d3 білий слон · f3 білий кінь · g3 білий ферзь · a2 білий пішак · f2 білий пішак · g2 білий пішак · c1 білий слон · d1 біла тура · e1 біла тура · g1 білий король | a8 чорна тура · e8 чорна тура · f8 чорний кінь · h8 чорний король · a7 чорний пішак · b7 чорний слон · d7 чорний кінь · g7 чорний пішак · b6 чорний пішак · c6 чорний ферзь · e6 чорний пішак · f6 чорний пішак · h6 чорний пішак · h5 білий пішак · c4 білий пішак · d4 білий пішак · d3 білий слон · f3 білий кінь · g3 білий ферзь · a2 білий пішак · f2 білий пішак · g2 білий пішак · c1 білий слон · d1 біла тура · e1 біла тура · g1 білий король | a8 чорна тура · e8 чорна тура · f8 чорний кінь · h8 чорний король · a7 чорний пішак · b7 чорний слон · d7 чорний кінь · g7 чорний пішак · b6 чорний пішак · c6 чорний ферзь · e6 чорний пішак · f6 чорний пішак · h6 чорний пішак · h5 білий пішак · c4 білий пішак · d4 білий пішак · d3 білий слон · f3 білий кінь · g3 білий ферзь · a2 білий пішак · f2 білий пішак · g2 білий пішак · c1 білий слон · d1 біла тура · e1 біла тура · g1 білий король | a8 чорна тура · e8 чорна тура · f8 чорний кінь · h8 чорний король · a7 чорний пішак · b7 чорний слон · d7 чорний кінь · g7 чорний пішак · b6 чорний пішак · c6 чорний ферзь · e6 чорний пішак · f6 чорний пішак · h6 чорний пішак · h5 білий пішак · c4 білий пішак · d4 білий пішак · d3 білий слон · f3 білий кінь · g3 білий ферзь · a2 білий пішак · f2 білий пішак · g2 білий пішак · c1 білий слон · d1 біла тура · e1 біла тура · g1 білий король | a8 чорна тура · e8 чорна тура · f8 чорний кінь · h8 чорний король · a7 чорний пішак · b7 чорний слон · d7 чорний кінь · g7 чорний пішак · b6 чорний пішак · c6 чорний ферзь · e6 чорний пішак · f6 чорний пішак · h6 чорний пішак · h5 білий пішак · c4 білий пішак · d4 білий пішак · d3 білий слон · f3 білий кінь · g3 білий ферзь · a2 білий пішак · f2 білий пішак · g2 білий пішак · c1 білий слон · d1 біла тура · e1 біла тура · g1 білий король | a8 чорна тура · e8 чорна тура · f8 чорний кінь · h8 чорний король · a7 чорний пішак · b7 чорний слон · d7 чорний кінь · g7 чорний пішак · b6 чорний пішак · c6 чорний ферзь · e6 чорний пішак · f6 чорний пішак · h6 чорний пішак · h5 білий пішак · c4 білий пішак · d4 білий пішак · d3 білий слон · f3 білий кінь · g3 білий ферзь · a2 білий пішак · f2 білий пішак · g2 білий пішак · c1 білий слон · d1 біла тура · e1 біла тура · g1 білий король | a8 чорна тура · e8 чорна тура · f8 чорний кінь · h8 чорний король · a7 чорний пішак · b7 чорний слон · d7 чорний кінь · g7 чорний пішак · b6 чорний пішак · c6 чорний ферзь · e6 чорний пішак · f6 чорний пішак · h6 чорний пішак · h5 білий пішак · c4 білий пішак · d4 білий пішак · d3 білий слон · f3 білий кінь · g3 білий ферзь · a2 білий пішак · f2 білий пішак · g2 білий пішак · c1 білий слон · d1 біла тура · e1 біла тура · g1 білий король | a8 чорна тура · e8 чорна тура · f8 чорний кінь · h8 чорний король · a7 чорний пішак · b7 чорний слон · d7 чорний кінь · g7 чорний пішак · b6 чорний пішак · c6 чорний ферзь · e6 чорний пішак · f6 чорний пішак · h6 чорний пішак · h5 білий пішак · c4 білий пішак · d4 білий пішак · d3 білий слон · f3 білий кінь · g3 білий ферзь · a2 білий пішак · f2 білий пішак · g2 білий пішак · c1 білий слон · d1 біла тура · e1 біла тура · g1 білий король | 4 |
| 3 | a8 чорна тура · e8 чорна тура · f8 чорний кінь · h8 чорний король · a7 чорний пішак · b7 чорний слон · d7 чорний кінь · g7 чорний пішак · b6 чорний пішак · c6 чорний ферзь · e6 чорний пішак · f6 чорний пішак · h6 чорний пішак · h5 білий пішак · c4 білий пішак · d4 білий пішак · d3 білий слон · f3 білий кінь · g3 білий ферзь · a2 білий пішак · f2 білий пішак · g2 білий пішак · c1 білий слон · d1 біла тура · e1 біла тура · g1 білий король | a8 чорна тура · e8 чорна тура · f8 чорний кінь · h8 чорний король · a7 чорний пішак · b7 чорний слон · d7 чорний кінь · g7 чорний пішак · b6 чорний пішак · c6 чорний ферзь · e6 чорний пішак · f6 чорний пішак · h6 чорний пішак · h5 білий пішак · c4 білий пішак · d4 білий пішак · d3 білий слон · f3 білий кінь · g3 білий ферзь · a2 білий пішак · f2 білий пішак · g2 білий пішак · c1 білий слон · d1 біла тура · e1 біла тура · g1 білий король | a8 чорна тура · e8 чорна тура · f8 чорний кінь · h8 чорний король · a7 чорний пішак · b7 чорний слон · d7 чорний кінь · g7 чорний пішак · b6 чорний пішак · c6 чорний ферзь · e6 чорний пішак · f6 чорний пішак · h6 чорний пішак · h5 білий пішак · c4 білий пішак · d4 білий пішак · d3 білий слон · f3 білий кінь · g3 білий ферзь · a2 білий пішак · f2 білий пішак · g2 білий пішак · c1 білий слон · d1 біла тура · e1 біла тура · g1 білий король | a8 чорна тура · e8 чорна тура · f8 чорний кінь · h8 чорний король · a7 чорний пішак · b7 чорний слон · d7 чорний кінь · g7 чорний пішак · b6 чорний пішак · c6 чорний ферзь · e6 чорний пішак · f6 чорний пішак · h6 чорний пішак · h5 білий пішак · c4 білий пішак · d4 білий пішак · d3 білий слон · f3 білий кінь · g3 білий ферзь · a2 білий пішак · f2 білий пішак · g2 білий пішак · c1 білий слон · d1 біла тура · e1 біла тура · g1 білий король | a8 чорна тура · e8 чорна тура · f8 чорний кінь · h8 чорний король · a7 чорний пішак · b7 чорний слон · d7 чорний кінь · g7 чорний пішак · b6 чорний пішак · c6 чорний ферзь · e6 чорний пішак · f6 чорний пішак · h6 чорний пішак · h5 білий пішак · c4 білий пішак · d4 білий пішак · d3 білий слон · f3 білий кінь · g3 білий ферзь · a2 білий пішак · f2 білий пішак · g2 білий пішак · c1 білий слон · d1 біла тура · e1 біла тура · g1 білий король | a8 чорна тура · e8 чорна тура · f8 чорний кінь · h8 чорний король · a7 чорний пішак · b7 чорний слон · d7 чорний кінь · g7 чорний пішак · b6 чорний пішак · c6 чорний ферзь · e6 чорний пішак · f6 чорний пішак · h6 чорний пішак · h5 білий пішак · c4 білий пішак · d4 білий пішак · d3 білий слон · f3 білий кінь · g3 білий ферзь · a2 білий пішак · f2 білий пішак · g2 білий пішак · c1 білий слон · d1 біла тура · e1 біла тура · g1 білий король | a8 чорна тура · e8 чорна тура · f8 чорний кінь · h8 чорний король · a7 чорний пішак · b7 чорний слон · d7 чорний кінь · g7 чорний пішак · b6 чорний пішак · c6 чорний ферзь · e6 чорний пішак · f6 чорний пішак · h6 чорний пішак · h5 білий пішак · c4 білий пішак · d4 білий пішак · d3 білий слон · f3 білий кінь · g3 білий ферзь · a2 білий пішак · f2 білий пішак · g2 білий пішак · c1 білий слон · d1 біла тура · e1 біла тура · g1 білий король | a8 чорна тура · e8 чорна тура · f8 чорний кінь · h8 чорний король · a7 чорний пішак · b7 чорний слон · d7 чорний кінь · g7 чорний пішак · b6 чорний пішак · c6 чорний ферзь · e6 чорний пішак · f6 чорний пішак · h6 чорний пішак · h5 білий пішак · c4 білий пішак · d4 білий пішак · d3 білий слон · f3 білий кінь · g3 білий ферзь · a2 білий пішак · f2 білий пішак · g2 білий пішак · c1 білий слон · d1 біла тура · e1 біла тура · g1 білий король | 3 |
| 2 | a8 чорна тура · e8 чорна тура · f8 чорний кінь · h8 чорний король · a7 чорний пішак · b7 чорний слон · d7 чорний кінь · g7 чорний пішак · b6 чорний пішак · c6 чорний ферзь · e6 чорний пішак · f6 чорний пішак · h6 чорний пішак · h5 білий пішак · c4 білий пішак · d4 білий пішак · d3 білий слон · f3 білий кінь · g3 білий ферзь · a2 білий пішак · f2 білий пішак · g2 білий пішак · c1 білий слон · d1 біла тура · e1 біла тура · g1 білий король | a8 чорна тура · e8 чорна тура · f8 чорний кінь · h8 чорний король · a7 чорний пішак · b7 чорний слон · d7 чорний кінь · g7 чорний пішак · b6 чорний пішак · c6 чорний ферзь · e6 чорний пішак · f6 чорний пішак · h6 чорний пішак · h5 білий пішак · c4 білий пішак · d4 білий пішак · d3 білий слон · f3 білий кінь · g3 білий ферзь · a2 білий пішак · f2 білий пішак · g2 білий пішак · c1 білий слон · d1 біла тура · e1 біла тура · g1 білий король | a8 чорна тура · e8 чорна тура · f8 чорний кінь · h8 чорний король · a7 чорний пішак · b7 чорний слон · d7 чорний кінь · g7 чорний пішак · b6 чорний пішак · c6 чорний ферзь · e6 чорний пішак · f6 чорний пішак · h6 чорний пішак · h5 білий пішак · c4 білий пішак · d4 білий пішак · d3 білий слон · f3 білий кінь · g3 білий ферзь · a2 білий пішак · f2 білий пішак · g2 білий пішак · c1 білий слон · d1 біла тура · e1 біла тура · g1 білий король | a8 чорна тура · e8 чорна тура · f8 чорний кінь · h8 чорний король · a7 чорний пішак · b7 чорний слон · d7 чорний кінь · g7 чорний пішак · b6 чорний пішак · c6 чорний ферзь · e6 чорний пішак · f6 чорний пішак · h6 чорний пішак · h5 білий пішак · c4 білий пішак · d4 білий пішак · d3 білий слон · f3 білий кінь · g3 білий ферзь · a2 білий пішак · f2 білий пішак · g2 білий пішак · c1 білий слон · d1 біла тура · e1 біла тура · g1 білий король | a8 чорна тура · e8 чорна тура · f8 чорний кінь · h8 чорний король · a7 чорний пішак · b7 чорний слон · d7 чорний кінь · g7 чорний пішак · b6 чорний пішак · c6 чорний ферзь · e6 чорний пішак · f6 чорний пішак · h6 чорний пішак · h5 білий пішак · c4 білий пішак · d4 білий пішак · d3 білий слон · f3 білий кінь · g3 білий ферзь · a2 білий пішак · f2 білий пішак · g2 білий пішак · c1 білий слон · d1 біла тура · e1 біла тура · g1 білий король | a8 чорна тура · e8 чорна тура · f8 чорний кінь · h8 чорний король · a7 чорний пішак · b7 чорний слон · d7 чорний кінь · g7 чорний пішак · b6 чорний пішак · c6 чорний ферзь · e6 чорний пішак · f6 чорний пішак · h6 чорний пішак · h5 білий пішак · c4 білий пішак · d4 білий пішак · d3 білий слон · f3 білий кінь · g3 білий ферзь · a2 білий пішак · f2 білий пішак · g2 білий пішак · c1 білий слон · d1 біла тура · e1 біла тура · g1 білий король | a8 чорна тура · e8 чорна тура · f8 чорний кінь · h8 чорний король · a7 чорний пішак · b7 чорний слон · d7 чорний кінь · g7 чорний пішак · b6 чорний пішак · c6 чорний ферзь · e6 чорний пішак · f6 чорний пішак · h6 чорний пішак · h5 білий пішак · c4 білий пішак · d4 білий пішак · d3 білий слон · f3 білий кінь · g3 білий ферзь · a2 білий пішак · f2 білий пішак · g2 білий пішак · c1 білий слон · d1 біла тура · e1 біла тура · g1 білий король | a8 чорна тура · e8 чорна тура · f8 чорний кінь · h8 чорний король · a7 чорний пішак · b7 чорний слон · d7 чорний кінь · g7 чорний пішак · b6 чорний пішак · c6 чорний ферзь · e6 чорний пішак · f6 чорний пішак · h6 чорний пішак · h5 білий пішак · c4 білий пішак · d4 білий пішак · d3 білий слон · f3 білий кінь · g3 білий ферзь · a2 білий пішак · f2 білий пішак · g2 білий пішак · c1 білий слон · d1 біла тура · e1 біла тура · g1 білий король | 2 |
| 1 | a8 чорна тура · e8 чорна тура · f8 чорний кінь · h8 чорний король · a7 чорний пішак · b7 чорний слон · d7 чорний кінь · g7 чорний пішак · b6 чорний пішак · c6 чорний ферзь · e6 чорний пішак · f6 чорний пішак · h6 чорний пішак · h5 білий пішак · c4 білий пішак · d4 білий пішак · d3 білий слон · f3 білий кінь · g3 білий ферзь · a2 білий пішак · f2 білий пішак · g2 білий пішак · c1 білий слон · d1 біла тура · e1 біла тура · g1 білий король | a8 чорна тура · e8 чорна тура · f8 чорний кінь · h8 чорний король · a7 чорний пішак · b7 чорний слон · d7 чорний кінь · g7 чорний пішак · b6 чорний пішак · c6 чорний ферзь · e6 чорний пішак · f6 чорний пішак · h6 чорний пішак · h5 білий пішак · c4 білий пішак · d4 білий пішак · d3 білий слон · f3 білий кінь · g3 білий ферзь · a2 білий пішак · f2 білий пішак · g2 білий пішак · c1 білий слон · d1 біла тура · e1 біла тура · g1 білий король | a8 чорна тура · e8 чорна тура · f8 чорний кінь · h8 чорний король · a7 чорний пішак · b7 чорний слон · d7 чорний кінь · g7 чорний пішак · b6 чорний пішак · c6 чорний ферзь · e6 чорний пішак · f6 чорний пішак · h6 чорний пішак · h5 білий пішак · c4 білий пішак · d4 білий пішак · d3 білий слон · f3 білий кінь · g3 білий ферзь · a2 білий пішак · f2 білий пішак · g2 білий пішак · c1 білий слон · d1 біла тура · e1 біла тура · g1 білий король | a8 чорна тура · e8 чорна тура · f8 чорний кінь · h8 чорний король · a7 чорний пішак · b7 чорний слон · d7 чорний кінь · g7 чорний пішак · b6 чорний пішак · c6 чорний ферзь · e6 чорний пішак · f6 чорний пішак · h6 чорний пішак · h5 білий пішак · c4 білий пішак · d4 білий пішак · d3 білий слон · f3 білий кінь · g3 білий ферзь · a2 білий пішак · f2 білий пішак · g2 білий пішак · c1 білий слон · d1 біла тура · e1 біла тура · g1 білий король | a8 чорна тура · e8 чорна тура · f8 чорний кінь · h8 чорний король · a7 чорний пішак · b7 чорний слон · d7 чорний кінь · g7 чорний пішак · b6 чорний пішак · c6 чорний ферзь · e6 чорний пішак · f6 чорний пішак · h6 чорний пішак · h5 білий пішак · c4 білий пішак · d4 білий пішак · d3 білий слон · f3 білий кінь · g3 білий ферзь · a2 білий пішак · f2 білий пішак · g2 білий пішак · c1 білий слон · d1 біла тура · e1 біла тура · g1 білий король | a8 чорна тура · e8 чорна тура · f8 чорний кінь · h8 чорний король · a7 чорний пішак · b7 чорний слон · d7 чорний кінь · g7 чорний пішак · b6 чорний пішак · c6 чорний ферзь · e6 чорний пішак · f6 чорний пішак · h6 чорний пішак · h5 білий пішак · c4 білий пішак · d4 білий пішак · d3 білий слон · f3 білий кінь · g3 білий ферзь · a2 білий пішак · f2 білий пішак · g2 білий пішак · c1 білий слон · d1 біла тура · e1 біла тура · g1 білий король | a8 чорна тура · e8 чорна тура · f8 чорний кінь · h8 чорний король · a7 чорний пішак · b7 чорний слон · d7 чорний кінь · g7 чорний пішак · b6 чорний пішак · c6 чорний ферзь · e6 чорний пішак · f6 чорний пішак · h6 чорний пішак · h5 білий пішак · c4 білий пішак · d4 білий пішак · d3 білий слон · f3 білий кінь · g3 білий ферзь · a2 білий пішак · f2 білий пішак · g2 білий пішак · c1 білий слон · d1 біла тура · e1 біла тура · g1 білий король | a8 чорна тура · e8 чорна тура · f8 чорний кінь · h8 чорний король · a7 чорний пішак · b7 чорний слон · d7 чорний кінь · g7 чорний пішак · b6 чорний пішак · c6 чорний ферзь · e6 чорний пішак · f6 чорний пішак · h6 чорний пішак · h5 білий пішак · c4 білий пішак · d4 білий пішак · d3 білий слон · f3 білий кінь · g3 білий ферзь · a2 білий пішак · f2 білий пішак · g2 білий пішак · c1 білий слон · d1 біла тура · e1 біла тура · g1 білий король | 1 |
|   | a | b | c | d | e | f | g | h |   |

У плані просування величезну роль грає прорив d4-d5 (для чорних - d5-d4), що часто кардинально міняє пішакову структуру в центрі.
Якщо на дошці виникає побудова Пільсбері, що характеризується білим пішаком на f4 (чорної - на f5) при підвішених пішаках на вертикалях «c» і «d», то атака f4-f5 (f5-f4) може виявитися досить дієвою.
У партії Глігорич - Портіш у білих підвішені пішаки і позиційна перевага. Чорні не можуть чинити тиск на пішаковий центр. Глігорич, користуючись цими обставинами, починає атаку на короля, для чого переводить ферзя на королівський фланг і проводить марш крайнім пішаком з метою послабити позицію чорного короля:  19. Фе5 К6d7 20. Фg3 Ла8 21. h4 Крh8 22. Сс1! З тим, щоб перевести слона на b2. 22...а6 23. h5 h6 (див. діаграму)

24. d5! Тематичний удар з метою розкриття гри. 24...Фа4 (24...ed 25. Kd4 з наступним Kf5) 25. Кd4 Kc5 26. de Kc:e6 27. Cc2 Ф:а2 28. Л:е6 Л:е6 29. К:е6 К:е6 30. Фd3 Кf8 31. Са3 f5 32. Фс3. Чорні здалися.